# 간토 대진재

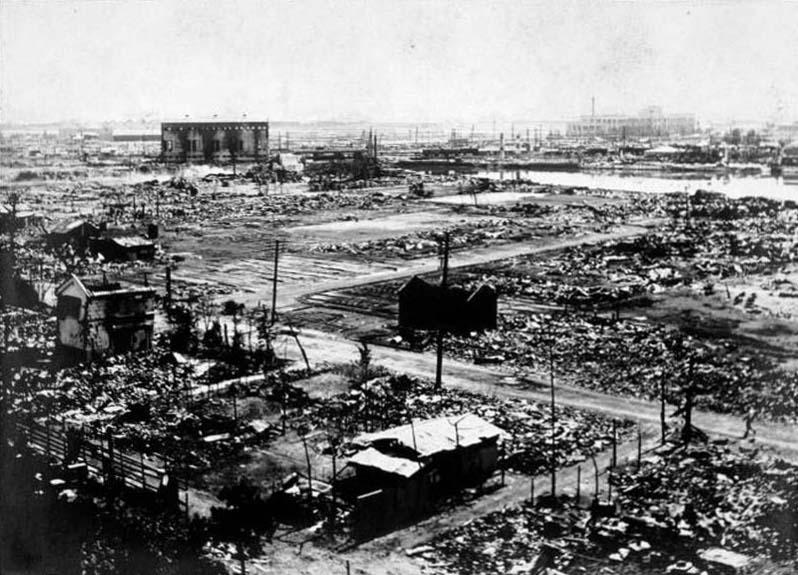
간토 대진재의 피해 모습

간토 대진재(일본어: 関東大震災 かんとうだいしんさい[*] )는 1923년(다이쇼 12년) 9월 1일 11시 58분 32초(JST)에 일어난 간토 대지진(関東大地震)으로 일어난 미나미칸토 지방 및 인접지의 직접적인 지진 피해(대진재) 및 조선인을 대상으로 한 진행된 무차별적인 간토 대학살 등을 통틀어 가리킨다.

## 지진 개요

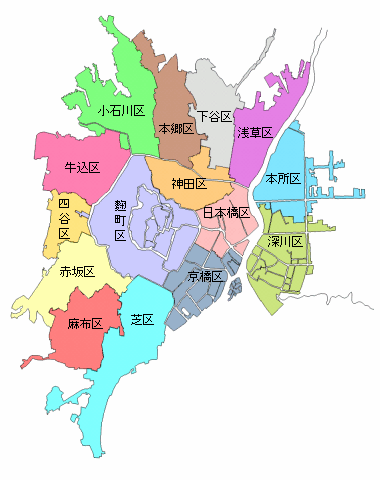
당시 도쿄부 도쿄시의 지도(도쿄 15구)

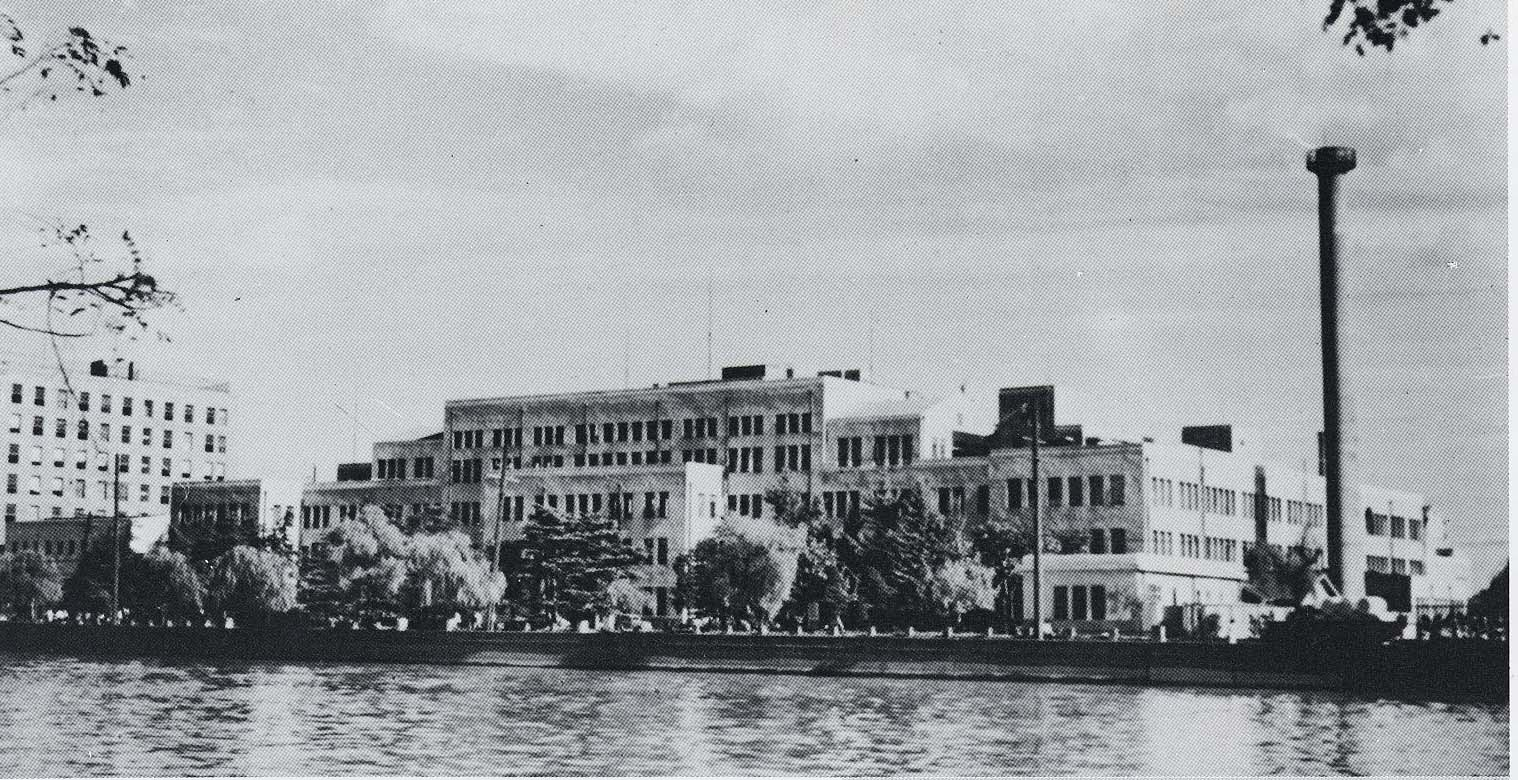
1931년 개교한 오사카 제국대학의 전경(현 오사카 대학)

간토 대지진으로 가나가와현 및 도쿄부(현 도쿄도)를 중심으로 인접한 이바라키현, 지바현에서부터 시즈오카현 동부까지 내륙과 연안 넓은 지역에 막대한 피해가 일어났다.
일반적으로 대진재라고 부르는 지진 재해에서는 가장 많은 사망자들의 사인에 여러 특징이 있으며, 간토대진재의 경우에는 제일 많은 사인이 소사(불에 타 사망)이다. 1995년 일어난 한신·아와지 대진재(효고현 남부 지진)에서는 압사 비율이, 2011년 일어난 동일본대진재(도호쿠 지방 태평양 해역 지진)의 경우에는 익사 비율이 많았다. 간토대진재 같은 경우에는 일본 열도를 빠져나가 동해 연안으로 북상하는 태풍으로 간토 지방에 강한 바람이 몰아치는 상태에서 목조 주택이 밀접해 있던 당시의 도쿄시(도쿄 15구)에 광범위한 화재가 일어났기 때문이다.
간토대진재는 2011년 3월 11일 일어난 동일본대진재 전까지 일본에서 가장 큰 규모의 사상자가 나온 지진 피해였다. 여러 부와 현에 걸친 광범위한 지진 재해로 당시 역사상 최대 규모의 사상자와 이재민이 나왔으며 일본 정부 기능이 집중된 도쿄에 지진이 강타해 국가 기능이 마비되자 정부도 대규모 대응을 하기 어려워졌다. 또한 당시 일본의 내각총리대신 가토 도모사부로가 지진 발생 8일 전인 8월 24일 급사하여 외무대신인 우치다 고사이가 내각총리대신 임시대리를 맡아 직무집행내각을 이어갔고 지진 발생 다음날인 9월 2일 야마모토 곤노효에가 신임 내각총리대신으로 취임(8월 28일 대명강하)하고 9월 27일에야 총재를 내무대신 고토 신페이가 겸직하는 제도부흥원을 세워 복구 작업을 시작했다.
당시 금융 정체로 진재수표가 일어나 긴급칙령으로 이 어음을 전부 모라토리엄 시켰다. 지진 부흥을 위해 상당한 양의 외채가 투입되었으며 이 중 절반 이상이 화력 발전소 도입기에 있던 전력사업에 투입되었다. J. P. 모건은 1931년까지 10억 엔이 넘는 진재전후처리공채를 인수하였는데 이는 당시 일본 정부의 국가예산 60%를 넘었다. 공채 인수에는 로스차일드 가도 참여했다. 공채를 모으기 위한 자금책으로 모리 겐코가 극비로 활동하였다.
영일 동맹 체결 무렵부터 일본 정부는 자금 융통에서 여러 압박을 받았으나 특히 지진 이후 부흥사업으로 국채 및 회사채 양쪽으로 대외 채무 압박이 커졌다. 또한 지진으로 촉발된 진재 불황과 이어진 쇼와 경제공황(1927년 3월~)으로 1930년 실시된 금해금령이 대공황(일본 쇼와공황)까지 이어지는 어려운 일본 내 경제상황에서 악영향을 끼치며 이 다음 해에는 금수출을 다시 금지시켰다.
간토대진재로 도쿄시나 요코하마시에 살던 사람들이 오사카나 아이치현 등 이후 일본 3대 대도시권이 되는 지역으로 이동한 사람들도 많았으며, 특히 1925년 인근 군부를 통합해 흡수한 오사카시는 도쿄시를 넘어 당시 세계에서 6번째로 인구가 많은 도시로 올라섰다. 한신칸에서는 한신칸 모더니즘 후기의 대오사카 시대를 맞이하면서 일본 6대 도시의 서열에도 영향을 주었다(일본 3대 도시 문서도 참조). 또한 파괴된 도쿄도 전차를 대신하기 위해 도쿄시가 포드 모델 T 약 800대를 수입하여 버스 영업을 시작하였다. 이를 엔타로 버스라고 한다. 이렇게 일본 전역으로 버스 사업이 확대됨과 동시에 수입한 트럭을 이용한 화물 수송도 시작되며 여객 및 화물 운송의 기동화가 시작되었다. 전화에서도 자동교환기가 도입되기 시작한 계기가 되었다.

## 상황
도쿄제국대학 이과대학 교수인 데라다 도라히코는 우에노에서 열린 이과회의 초대 전시회에 나가 다방에서 지인인 화가 쓰다 세이후와 대화하던 도중 지진을 맞았다. 데라다 교수는 당시 상황을 다음과 같이 설명했다.
T군(쓰다 세이후)와 카페에서 홍차를 마시면서 그의 출품화 "I자키의 그녀"(Ｉ崎の女)에서 그림에 나온 모델 여성의 남편이 주장한 철회 문제를 듣던 도중 갑작스러운 지진을 느꼈다. 의자에 걸터앉은 두 다리의 뒤꿈치가 아래에서 나무망치로 빠르게 난타하는 듯한 느낌이 들었다. 아마 이전에 있었을 약한 초기미동을 느끼지 못하고 곧바로 주요동을 느낀 것인가 생각을 하고 있었지만 그렇다 치더라도 묘하게 단주기의 진동인 것 같다라는 생각을 하는 사이에 곧바로 진짜 주요동이 덮쳐왔다. 이와 동시에 이 지진은 지금까지 [내가] 느껴본 적이 없는 비정상적인 대지진이라는 것을 알았다. 그 순간 어릴 때부터 몇 번이나 어머니에게 들어 왔던 도사의 안세이 지진 당시의 이야기가 생생하게 떠올랐고 마치 배에 탄 것처럼 흔들린다는 말이 적절하다는 것을 알게 되었다. 위를 바라봐 회의장 건물의 흔들림을 살펴보니 약 4-5초 정도 되는 긴 주기로 "삐식" "삐식" 거리면서 느릿느릿하게 건물이 움직이는 것이 보였다. 그것을 보면서 이 정도라면 저 건물은 괜찮겠다는 것을 직감적으로 느끼며 무섭다는 느낌이 금방 사라졌다. 그리고 이 특이한 강진의 진동 경과를 최대한 정밀하게 관찰하러고 애썼다.

주요동이 시작되고 나서 깜작 놀라고 난 후 몇 초 동안 일시적으로 진동이 수그러드렀다가, 이 상태는 괜찮겠다고 대수롭지 않게 생각이 들 무렵 다시 한번 급격하게 첫 진동보다 더 심한 흔들림이 찾아와서 두 번째로 깜짝 놀랐지만 이후에는 점차 진동이 감쇠되며 장주기 진동만 남게 되었다.
 — 데라다 도라히코, 『震災日記』
당시 주일 프랑스 대사였던 폴 클로델은 지진을 느끼면서 당시 일본인들의 반응을 다음과 같이 말했다.
이재민들을 수용하고 있던 거대한 야영지에 살고 있던 며칠 동안 ...[중략]... 나는 불평하는 소리를 단 하나도 듣지 못했다. 엉뚱한 움직임이나 남에게 상처를 주는 감정 폭발로 인해 주변 사람들을 귀찮게 하거나 피해를 주어서는 안 된다. 같은 쪽배에 탄 듯 사람들은 모두 가만히, 조용히 있었다.
 — 폴 클로델, 『孤独な帝国 日本の1920年代―ポール・クローデル外交書簡1921‐27』 

## 피난

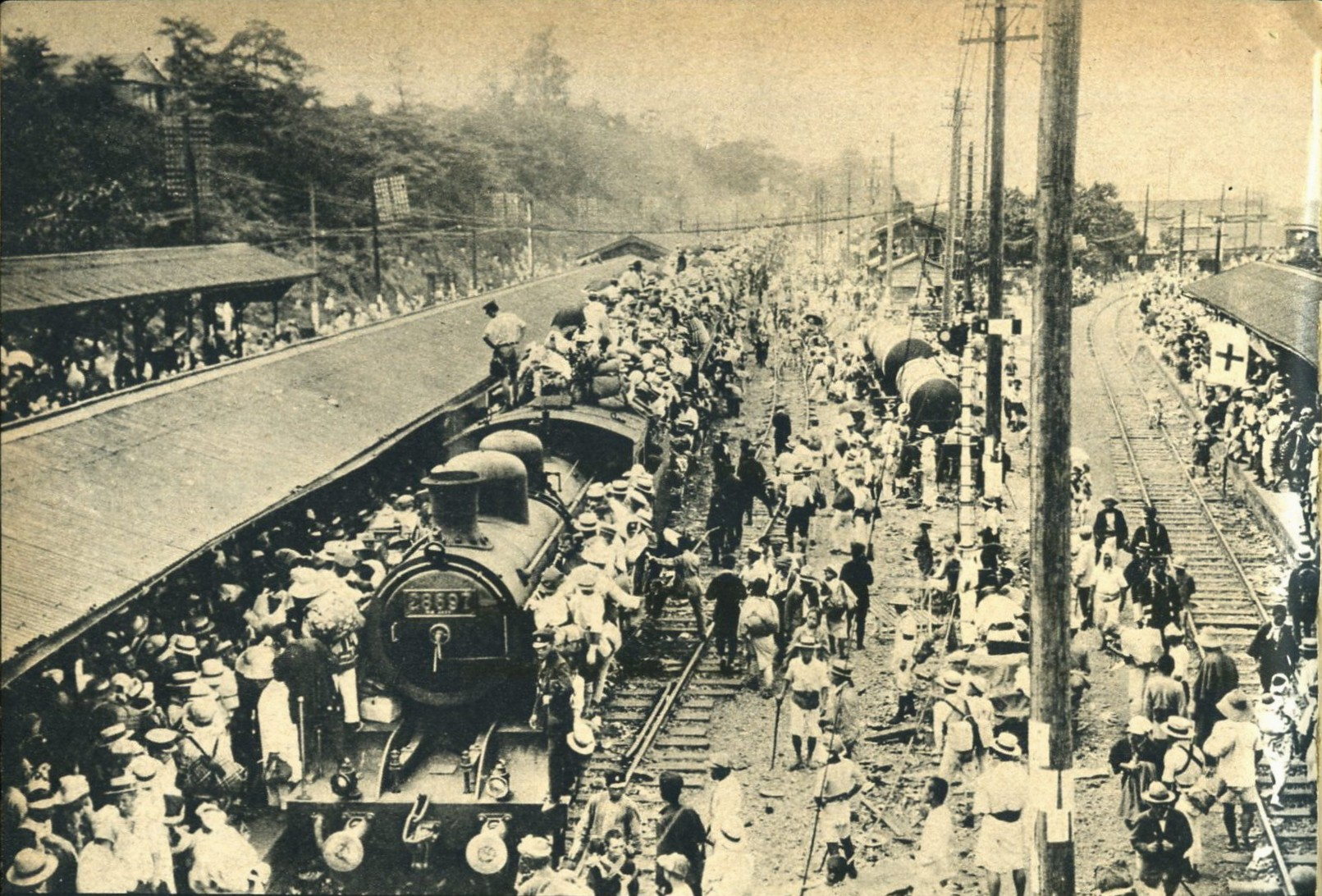
닛포리역(이전 이전 구 역)에 정차해 있는 일본국유철도 8620형 증기 기관차 견인대피차.

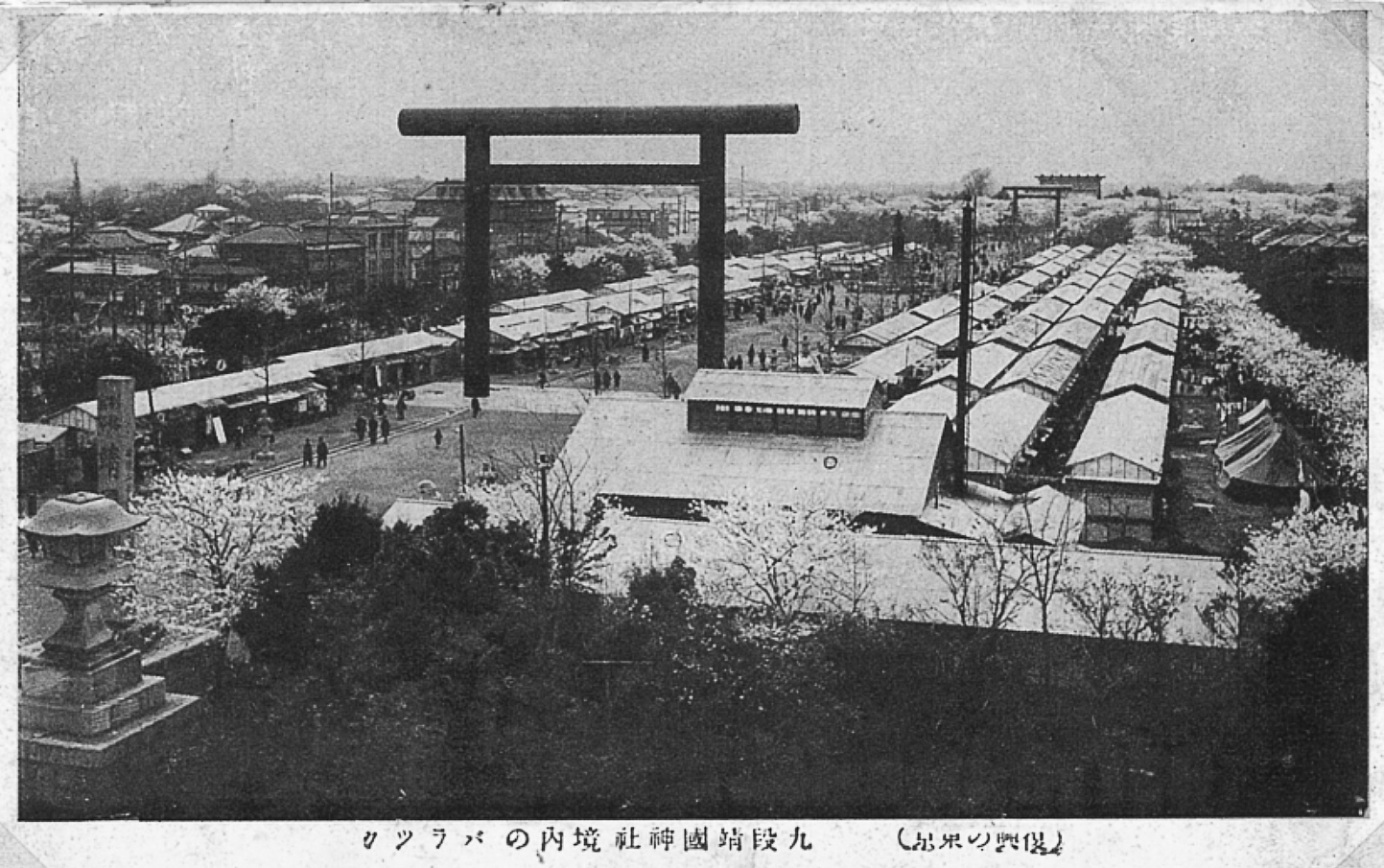
야스쿠니 신사에 설치된 임시가설주택.

도쿄시 내 가옥의 60% 이상이 지진 피해를 입어 많은 사람들이 인근 대피소로 이동하였다. 지진 직후 도쿄시의 피난지 조사 결과 9월 5일에만 피난민 12,000명 이상이 있는 집단피난소가 160곳이나 있었다. 가장 많은 장소는 사찰로 59곳이었고 그 다음은 학교로 42곳이었다. 피난장소를 짓기 위해 내무성 진재구호사무국이 일본 제국 육군의 야영텐트를 빌려 메이지신궁외원, 황거외원 등에 대규모로 텐트를 설치했다. 9월 4일부터는 내무성 진재구호사무국과 도쿄부가 같이 가설주택 건설을 시작하였다. 관민 이외에도 간사이의 부현이나 재벌, 종교단체 등이 차례로 임시주택을 건설하였고 메이지 신궁이나 히비야 공원에는 한번에 수천 명을 수용할 수 있는 대규모 임시주택이 건설되었으며 각 초등학교의 불탄 자리나 교정에도 소규모 막사들이 설치되었다. 지진이 일어난 지 약 2개월 후인 11월 15일 재해지 조사에서는 시/구가 관리하는 대피소가 101개소, 수용세대수 21,367세대, 수용자 86,581명에 달했다. 이렇게 좁은 곳에 많은 수의 피난민들이 밀집하면서 치안이 악화되었다. 몇몇 대피소가 슬럼화되며 이듬해 내무성 사회국, 경시청, 도쿄부, 도쿄시는 협의를 통해 대피소 판자촌을 철거한다는 계획을 시작했다. 철거를 할 때 도쿄시가 쓰키시마섬, 미노와, 후가와구, 사루에에, 도쿄부가 와다호리, 오구정, 오지에 소규모 주택들을 설치하였다. 또한 기부금으로 설립한 재단법인 동윤회를 통해서도 주택 건설을 추진하였다.
일본군은 다리를 놓고 부상자들을 구호하는 일을 맡았다. 여러 마을과 언론 등지에서 "군대가 없었으면 안녕과 질서를 수호할 수 없었을 것"이라는 보도가 잇다랐다. 경찰은 소방과 치안 유지 실패로 위신을 잃었지만 반대로 군이 치안 유지에 동원됨과 더불어 기술과 동원에 차별 없이 희생자들을 구호해준다는 인상이 퍼지면서 민주주의 의식이 싹튼 사회에 군에 기대는 것이 좋겠다는 생각이 퍼져나갔다.
지진 후 처음으로 일본에서 라디오 방송이 시작되었다. 피난의 교훈으로 라디오가 민중에게 급속히 퍼지며 일본 내 국위선양에도 라디오를 적극적으로 이용하기 시작했다.

## 피해
지진으로 피해를 입은 190만명 중 10만 5천명 정도가 사망하였거나 실종된 것으로 추정된다. 희생자 대부분은 도쿄부와 가나가와현에서 나왔다. 건물 피해의 경우 완전 붕괴 109,000채, 전소 212,000채이다. 도쿄 내에서 일어난 화재 피해가 가장 심했던 것으로 알려져 있으나, 실제로 대부분의 피해는 보통 진원단층이 있는 가나가와현 내에서 진동으로 인한 건축물 붕괴나 액상화현상으로 인한 지반 침하, 절벽 붕괴가 중심이었으며 연안부에서는 쓰나미로 인한 피해도 입었다. 도쿄 아사히 신문, 요미우리 신문, 고쿠민 신문 등 각 신문사의 사옥도 완전히 소실되었다. 유일하게 남은 도쿄니치니치 신문은 9월 2일자 신문을 "도쿄 전체가 불바다로 변하다", "니혼바시, 교바시, 시타야, 아사쿠사, 혼조, 후카가와, 간다 거의 전멸 사상자 십만명가량", "전신, 전화, 전차, 가스 및 야마노테 선 전선 모두 단절" 등등의 헤드라인 소식을 내보냈다. 3일에는 "요코하마시 전멸 사상자 수십만", "피난민 아사 임박"을, 4일에는 "고토 방면 시체가 겹겹이 쌓여", "불바다가 된 후카가와, 생존자는 아사", "요코하마 도쿄와 같이 잿더미로" 등등의 헤드라인을 내보냈다.
|            | 주택 피해 등 | 주택 피해 등 | 주택 피해 등 | 주택 피해 등 | 주택 피해 등 | 주택 피해 등 | 주택 피해 등 | 사망자 및 실종자수 | 사망자 및 실종자수 | 사망자 및 실종자수 | 사망자 및 실종자수 | 사망자 및 실종자수 | 사망자 및 실종자수 |
| 지역       | 완전 붕괴    | 비소실       | 반파         | 비소실       | 소실         | 유실, 매몰   | 총 합        | 주택 붕괴          | 화재               | 쓰나미, 매몰       | 공장 등            | 총 합              |                    |
| ---------- | ------------ | ------------ | ------------ | ------------ | ------------ | ------------ | ------------ | ------------------ | ------------------ | ------------------ | ------------------ | ------------------ | ------------------ |
| 가나가와현 | 63,577       | 46,621       | 54,035       | 43,047       | 35,412       | 497          | 125,577      | 5,795              | 25,201             | 836                | 1,006              | 32,838             |                    |
| 도쿄부     | 24,469       | 11,842       | 29,525       | 17,231       | 176,505      | 2            | 205,580      | 3,546              | 66,521             | 6                  | 314                | 70,387             |                    |
| 지바현     | 13,767       | 13,444       | 6,093        | 6,030        | 431          | 71           | 19,976       | 1,255              | 59                 | 0                  | 32                 | 1,346              |                    |
| 사이타마현 | 4,759        | 4,759        | 4,086        | 4,086        | 0            | 0            | 8,845        | 315                | 0                  | 0                  | 28                 | 343                |                    |
| 야마나시현 | 577          | 577          | 2,225        | 2,225        | 0            | 0            | 2,802        | 20                 | 0                  | 0                  | 2                  | 22                 |                    |
| 시즈오카현 | 2,383        | 2,309        | 6,370        | 6,214        | 5            | 731          | 9,259        | 150                | 0                  | 171                | 123                | 444                |                    |
| 이바라키현 | 141          | 141          | 342          | 342          | 0            | 0            | 483          | 5                  | 0                  | 0                  | 0                  | 5                  |                    |
| 나가노현   | 13           | 13           | 75           | 75           | 0            | 0            | 88           | 0                  | 0                  | 0                  | 0                  | 0                  |                    |
| 도치기현   | 3            | 3            | 1            | 1            | 0            | 0            | 4            | 0                  | 0                  | 0                  | 0                  | 0                  |                    |
| 군마현     | 24           | 24           | 21           | 21           | 0            | 0            | 45           | 0                  | 0                  | 0                  | 0                  | 0                  |                    |
| 합계       | 109,713      | 79,733       | 102,773      | 79,272       | 212,353      | 1301         | 372,659      | 11,086             | 91,781             | 1,013              | 1,505              | 105,385            |                    |

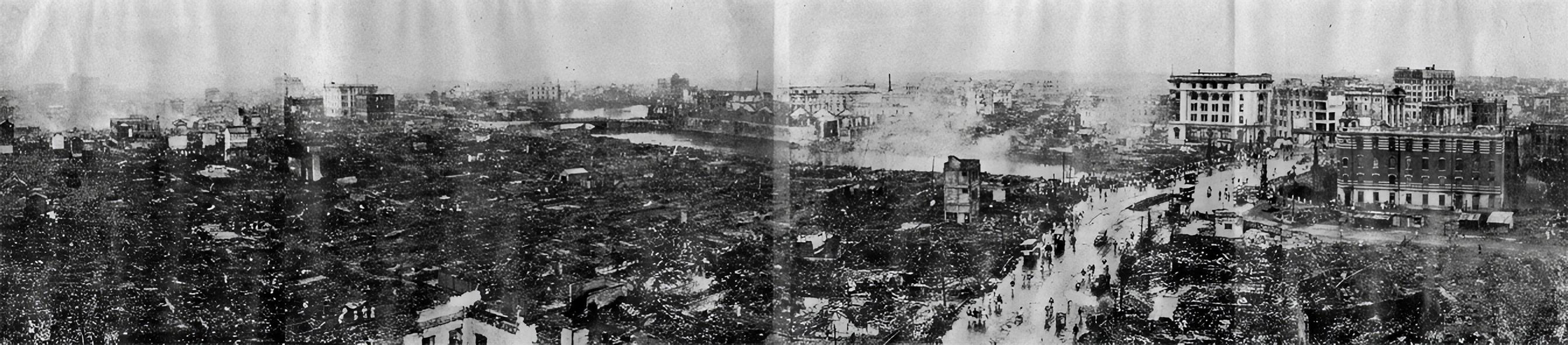
교바시의 다이이치 상호 빌딩 옥상에서 내려다 본 니혼바시 및 간다 지역의 피해 모습.

- 비소실의 완전 붕괴 및 반파 수치는 화재로 인한 소실, 쓰나미로 인한 유실, 매몰 피해를 입지 않은 주택 수를 의미한다.
- 쓰나미의 경우 시즈오카현 아타미시 6 m, 지바현 아이하마(현재의 다테야마시) 9.3 m, 스사키 8 m, 가나가와현 미우라 6 m가 덮쳤다. 가마쿠라시 유이가하마에서는 300명이 쓰나미에 실종되었다. 간토 대지진의 경우에는 대부분의 사망자가 건물의 붕괴나 화재로 인한 경우가 가장 많았기 때문에 쓰나미의 피해와 지진 진동의 피해를 구분하기가 어려우며 쓰나미의 기록도 단편적으로만 있어 실제로 어느 정도 영향을 주었는지 알기 어렵다. 가마쿠라 유이가하마에서는 국지적으로 쓰나미의 높이가 9 m에 달했고, 조시, 가마쿠라, 후지사와 연안에서는 5-7 m의 쓰나미가 덮쳤다. 에노시마 전철의 유이가하마 정류소(현재의 하세 역 4호 건널목 부근)에도 쓰나미가 덮쳐 나카무라 기무조의 수기 "다이쇼 가마쿠라 여화"에서는 나카무라가 유이가하마 정류소에 쓰나미의 피해자로 보이는 여성 시체가 쓰러져 있었다고 기록했다.[24] 시즈오카현 이토시의 우사미, 아사히코산의 교렌지에서는 간토 대지진 당시 쓰나미 침수지점비가 세워져 있다.[25]

간토대지진의 피해 기록영상으로 기록영화 카메라맨 시라이 시게루의 "간토대지진 대화재 실황"(関東大震大火実況)이 남아 있으며 국립 영화 아카이브에 보존되어 있다. 영화 내용 중 일부는 아카이브 센터 전시실 상설전에서 볼 수 있다. 또한 요코하마 시네마 상사(현 요코시네디 아이에이)에서도 "요코하마 대지진 화재 참상"(横浜大震火災惨状) 기록영화가 남아 있으며 요코시네디 및 요코하마 시 중앙도서관이 필름을 소장하고 있다. 이 외에도 몇 편의 기록영화가 존재하나 실제로 당시 만들어진 오리지널 작품은 매우 적다.

### 인명 피해

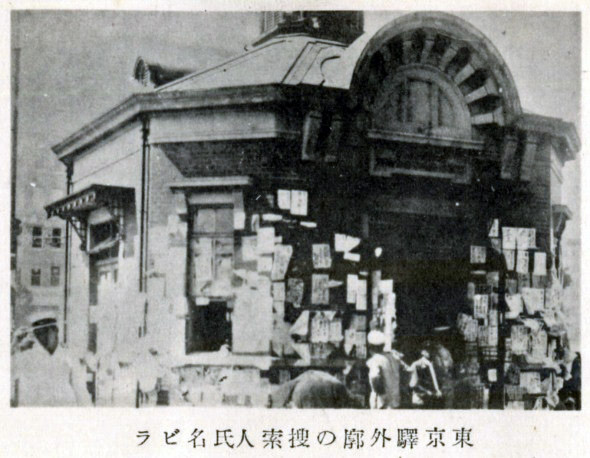
지진 직후, 사람을 찾는 명단들이 붙인 도쿄역 경비순경파출소 건물의 모습.(1968년 건물 해체, 1972년 박물관 메이지무라로 이전 건축)

2004년 무렵까지 사망자 및 실종자는 약 14만명으로 추정하고 있었다. 이 수치는 지진 발생 2년 후 작성된 "진재예방조사회 보고"에서 발표된 수치이다. 하지만 2000년대 이후 다케무라 데라유키 등의 조사에서는 14만명의 사상자 중 중복된 수가 꽤 많다는 연구가 나오기 시작했다. 이 설이 일본 학계에 받아들여지면서 이과연표에서는 2006년부터 간토 대지진의 사망자 및 실종자수를 10만 5천명으로 정정하였다.
지진의 흔들림으로 건물이 무너지며 발생한 압사자도 많으나 대부분의 사망자는 강풍을 동반한 화재로 인한 사망자가 대부분이다. 쓰나미도 일어나 태평양 연안, 사가미만 연안 지역 및 보소반도 연안에 최대 10 m의 쓰나미가 덮쳐 익사자도 나왔다. 산사태나 절벽 붕괴도 일어나 가나가와현 산간지방에서 서부 하류 지역까지 토석류로 인한 가옥 유실 및 매몰 피해도 일어났다. 특히 가나가와현 아시가라시모군 가타우라촌에서 일어난 철도 사고로 100여명 이상의 사망자가 나왔으며 이 외에도 토석류로 수백 명이 사망하였다.

#### 간토 대지진으로 사망한 주요 인물
- 히로코 여왕 (간인노미야 고토히토 친왕 제4왕녀) - 오다와라시의 간인노미야 별궁에서 피서 중 별장 붕괴로 사망.
- 모로마사왕 (히가시쿠니 나루히코왕 제2왕자) - 후지사와시의 별장에서 피서 중 별장 붕괴로 사망.
- 사키코 여왕 (야마시나노미야 다케히코 왕비) - 가마쿠라시에 있는 야마시나노미야 별장 붕괴로 사망.
- 마쓰오카 야스코와 (추밀고문관, 니혼 대학 교장) - 하야마정의 별장 붕괴로 사망.
- 소노다 고기치 (실업가, 남작) - 니노미야 별장 붕괴로 사망.
- 이소베 시로 (정치인, 법학자, 변호사) - 피난처인 피복창터에서 화재로 사망.
- 구리야가와 하쿠손 (영문학자, 평론가) - 가마쿠라에서 쓰나미에 휩쓸려 다음 날인 2일에 사망.
- 쓰지무라 이스케 (원예가, 산악인) - 오다와라의 자택 뒷산에서 산사태가 일어나 아내와 함께 휩쓸려 사망.
- 도미타키 아유미 (하이쿠 시인) - 무카이지마의 자택에서 지진을 맞고 피난 중 화재로 사망.
- 레이레이테이 류쿄 5대손 (만담가) - 화재로 사망.
- 윌리엄 헤이그 (영국 외교관, 초창기 축구 발전에 기여) - 근무지인 요코하마 영사관 붕괴로 사망.
- 예니 마리 메리 카위퍼르 (페리스 화영어학교 교장) - 근무지인 학교 붕괴 후 화재로 사망.
- 이토 쇼지로 (신파 배우, 전 라쿠고가인 고콘데이 신교) - 사망에 여러 설이 있음.
- 이시카와 고자부로 (신파 배우) - 피복창터로 피난했으나 이시카와 자손, 문하생 1명과 함께 화재로 사망.
- 가타기리 시로 (영화 배우, 국제활영, 마쓰타케 가마타 촬영소 소속) - 피복창터에서 피난 중 화재로 사망.
- 무라오카 히로시 (일본의 인쇄업자, 무라오카 하나코의 남편이자 무라오카 게이조의 동생) - 요코하마의 사옥 붕괴로 직원 70명과 함께 사망.
- 아타리야 노부타로 (스모 선수) - 사망지는 불명.
- 우메가키 나오지로 (스모 선수) - 사망지는 불명이며 아내와 함께 사망하였다고 추정된다.
- 산유테이 가유 (만담가, 음곡사) - 사망지는 불명.
- 기텐토키 쇼쇼이치 (마술사) - 피복창터로 피난했으나 사망.[28]
- 야스다 요시오 (실업가) - 혼조 요코아미의 야스다 가문 본저에서 처자식과 함께 화재에 휩쓸렸고 육군군의학교에서 사망하였다.
- 야마다 덴신
- 고메이로 구니스케 (만담가) - 사망에 여러 설이 있다.
- 요시다 히사기쿠 초대손 (낭곡사) - 요코하마 히사테이에 출연 중 대들보에 깔려 사망.

#### 간토대진재 사망자 위령시설
- 도쿄도 위령당 (구 진재기념당) - 신원불명의 유골을 받아 죽은 자의 영혼을 모신다고 하는 곳이다. 1948년부터는 도쿄 대공습 당시 신원불명의 유골도 받아 같이 합사하였다.
- 다이쇼 2년 9월 제국 수도 진재 사망자의 영에 대한 공양비 - 도쿄 오타구의 이케가미혼몬지 경내에 있다.

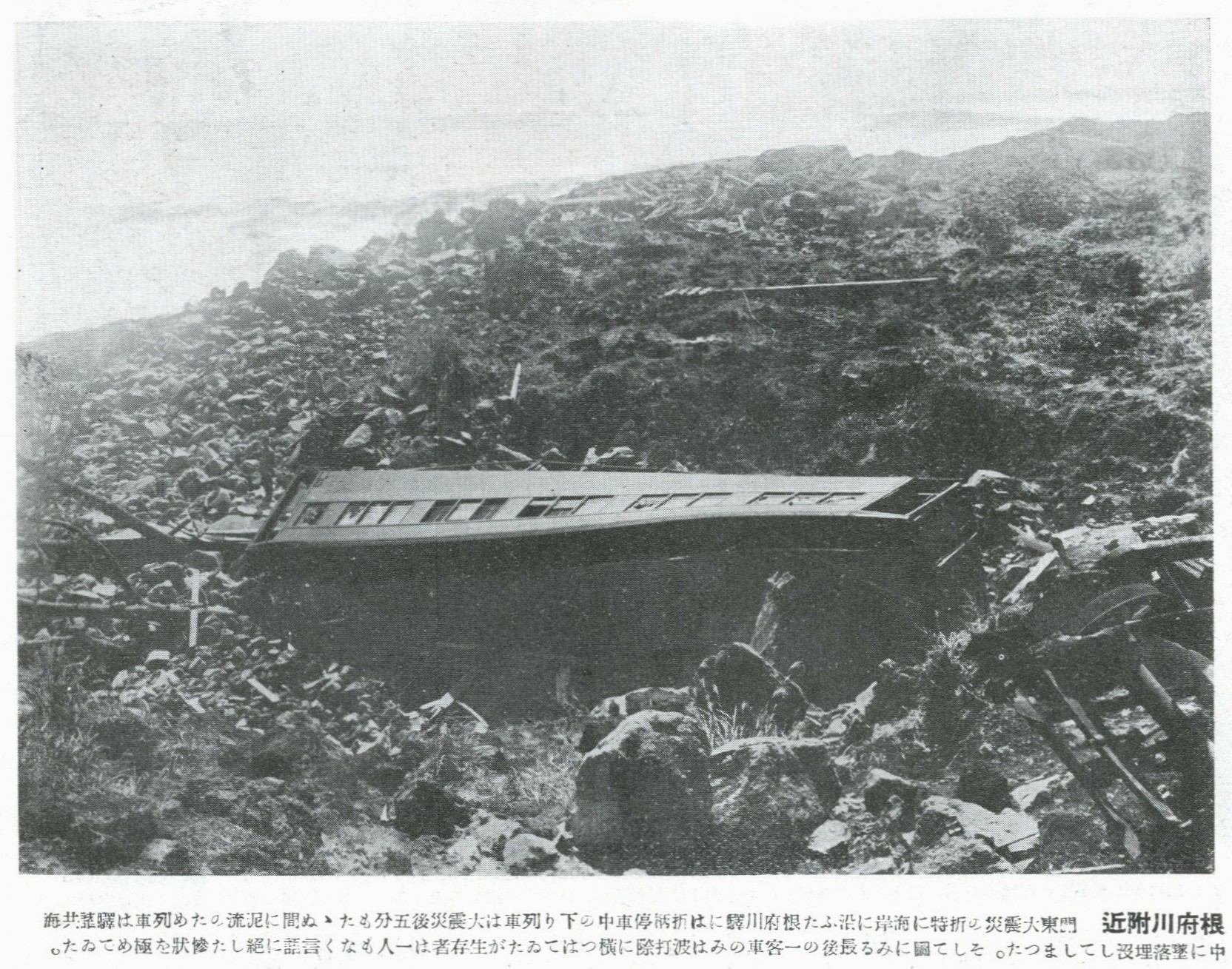
네부카와역에서 바다로 쓸려가버린 열차 중 해안에 남은 객차의 모습.

### 철도 사고
가나가와현 아시가라시모군 가타우라촌(현재의 오다와라시 일부)에 있는 네부카와역에서는 지진 직후 역을 지나가던 열차와 역사, 홈 전체가 토석류에 쓸려가 바닷속으로 떨어져서 100여명 이상의 사망자가 나왔다. 이후 발생한 또 다른 토석류로 마을 대부분이 매몰, 추가로 수백 명의 사망자가 발생했다.

### 화재

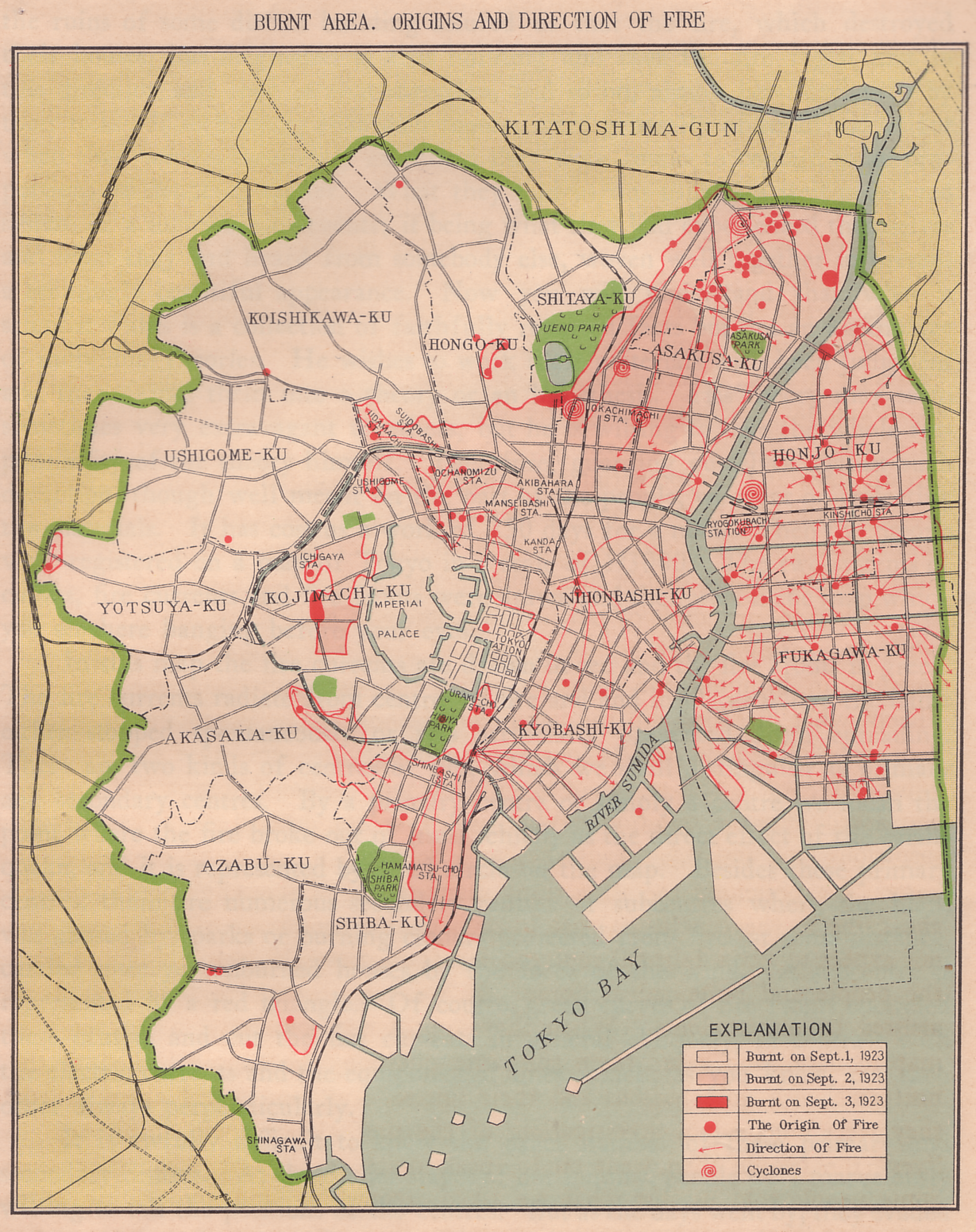
지진 이후 화재가 일어난 지역(점)과 화재로 파괴된 지역을 그린 지도.

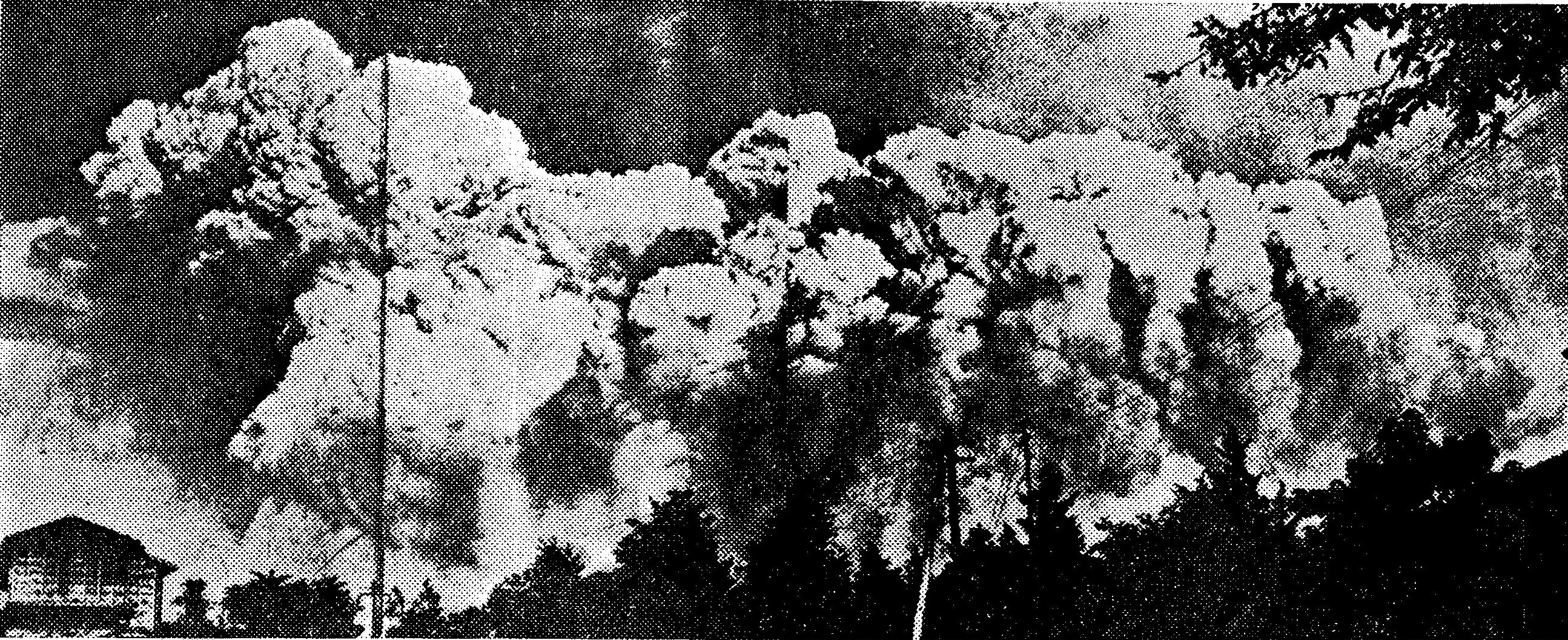
지진 직후 화재로 인해 만들어진 도쿄의 적란운.

지진 발생 시각이 점심 시각 즈음과 겹쳤기 때문에 한번에 136건의 화재가 일어났다. 이 중에서는 대학이나 연구소에서 화학약품이 든 선반이 붕괴되면서 일어난 발화도 있었다. 또한 노토반도 부근에 있던 태풍으로 당시 간토 지방 전역에 강풍이 불고 있었다는 것이 일기도를 통해 확인되었다. 화재는 지진 발생 시 있었던 강풍과 합쳐저서 더욱 커졌는데, 혼조구 혼조요코아미초(현재의 스미다구 요코아미)에 있는 육군본소 피복창 부지(현재의 요코아미초 공원 및 스미다구 구립 료고쿠 중학교와 니혼 대학 제1중학교·고등학교 부지도 포함된다)에서 일어난 화재는 화재선풍을 일으키면서 확산되며 구 도쿄시 면적의 약 43%가 소실되었으며 이 화재는 발생 40시간이 넘은 이틀 뒤인 9월 3일 오전 10시 경이 되어서야 진화되었다. 화재로 인한 사망자는 전체 사망자 중 90%를 차지하며, 총 사망자 105,385명 중 화재로 인한 사망자가 91,781명이다. 화재선풍으로 많은 이재민들이 공중으로 날라가기도 하였다. 피복창 부지에서 사망한 이재민 중 한 명은 15 km 정도 떨어진 이치카와시까지 시신이 날라간 경우도 있었다. 이 화재선풍으로 인한 고열로 녹아 덩어리가 된 철골이 도쿄도 부흥기념관에 일부 수장 전시되어 있다.

다이니혼맥주 아즈마바시 공장(현 리버피아 아즈마바시) 안에 있던 철골 더미.
마루젠 빌딩에 있던 녹은 철골의 일부.
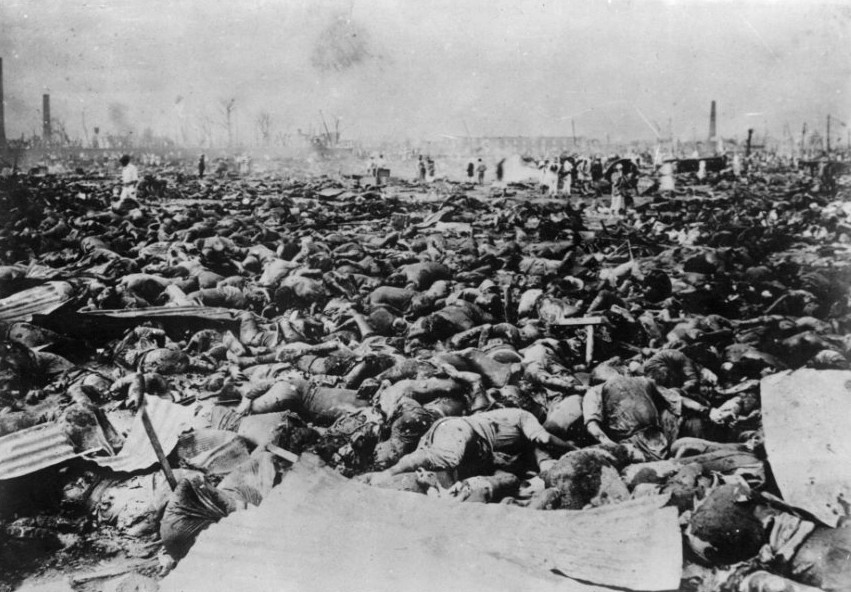
지진 직후 피난갔다 화재로 사망한 피복창적지의 피난민 시신들.

### 건물의 붕괴

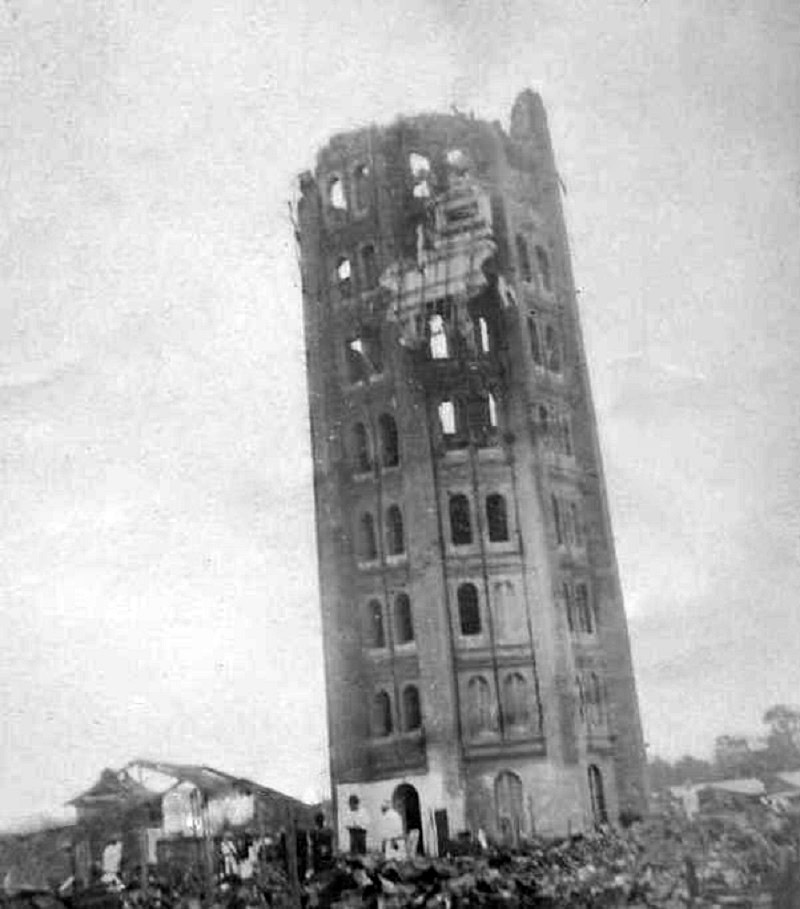
반쯤 무너진 료운카쿠.

도쿄 시내에서는 료운카쿠(아사쿠사 12층)이 지진의 흔들림으로 대파되었으며 건설중이던 마루노우치의 내외빌딩이 붕괴되어 작업장의 작업원 약 300명이 압사하였다. 또한 대장성, 문부성, 내무성, 외무성, 경시청 등 관공서 건물과 도쿄제국대학, 제국극장, 니혼바시 미쓰코시 본점 등 교육, 문화, 상업 시설 대부분이 화재로 소실되었다. 간다 고서점가와 도쿄제국대학 대도서관, 마쓰노 문고, 오쿠라 집고관도 화재로 소실되어 여러 귀중한 서적과 문화재가 불타 사라졌다.
진원지와 가까이 있던 요코하마시에서는 관공서와 뉴 그랜드 호텔, 오리엔탈 펠리스 호텔(현재는 건물이 존재하지 않음) 등의 석조 및 벽돌 구조의 서양식 건물이 지진으로 순식간에 무너져 내려 안에 있던 사람들은 빠져 나갈 새도 없이 압사하였다. 또한 화재로 모든 외국 영사관이 소실되었으며 공장, 회사, 사무실도 90%가 소실되었다. 지바현 보소 지역의 피해도 심각했는데 특히 호조정에서는 후루카와은행, 보슈은행(현재는 모두 지바은행으로 흡수 합병됨) 건물이 겨우 남았으며 나머지 군청 및 철도 정거장을 포함한 모든 건물이 붕괴되었다. 측후소와 여러 여관도 균열이 가고 나서 붕괴되는 등 피해가 매우 컸다.
지진 이후에도 기상 관측을 계속한 중앙기상대(현재의 일본 기상청, 위치는 거의 같으나 해자 쪽에 더 가까웠음)는 9월 1일 21시경부터 비정상적인 고온을 관측해 다음 날 2시 새벽 1시 경에는 최고기온 46.4 °C를 기록하였다. 이 무렵 중앙기상대로 도쿄의 화재가 다가오고 있었는데 결국 기상대 본관에도 화재가 옮겨붙어 소실되어 수많은 지진 기록들이 없어졌다. 이 당시의 기온 기록은 무효로 말소되었으나 당시 화재 크기와 그 정도를 추정할 수 있는 관측 기록이다.

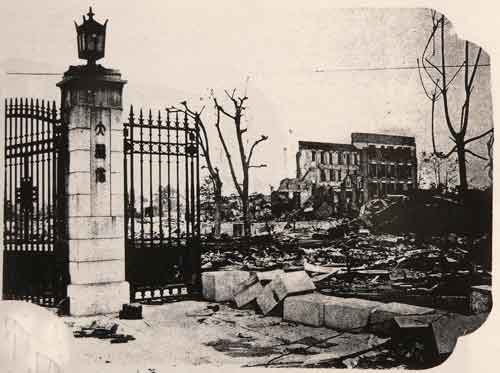
지진 이후 소실된 대장성 건물.
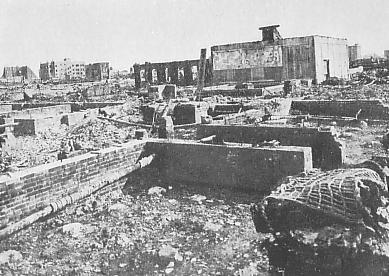
지진 이후 완파된 철도성 건물.
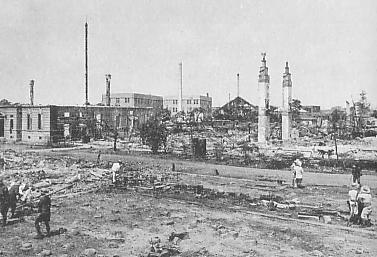
지진 이후 완파된 문부성 건물.
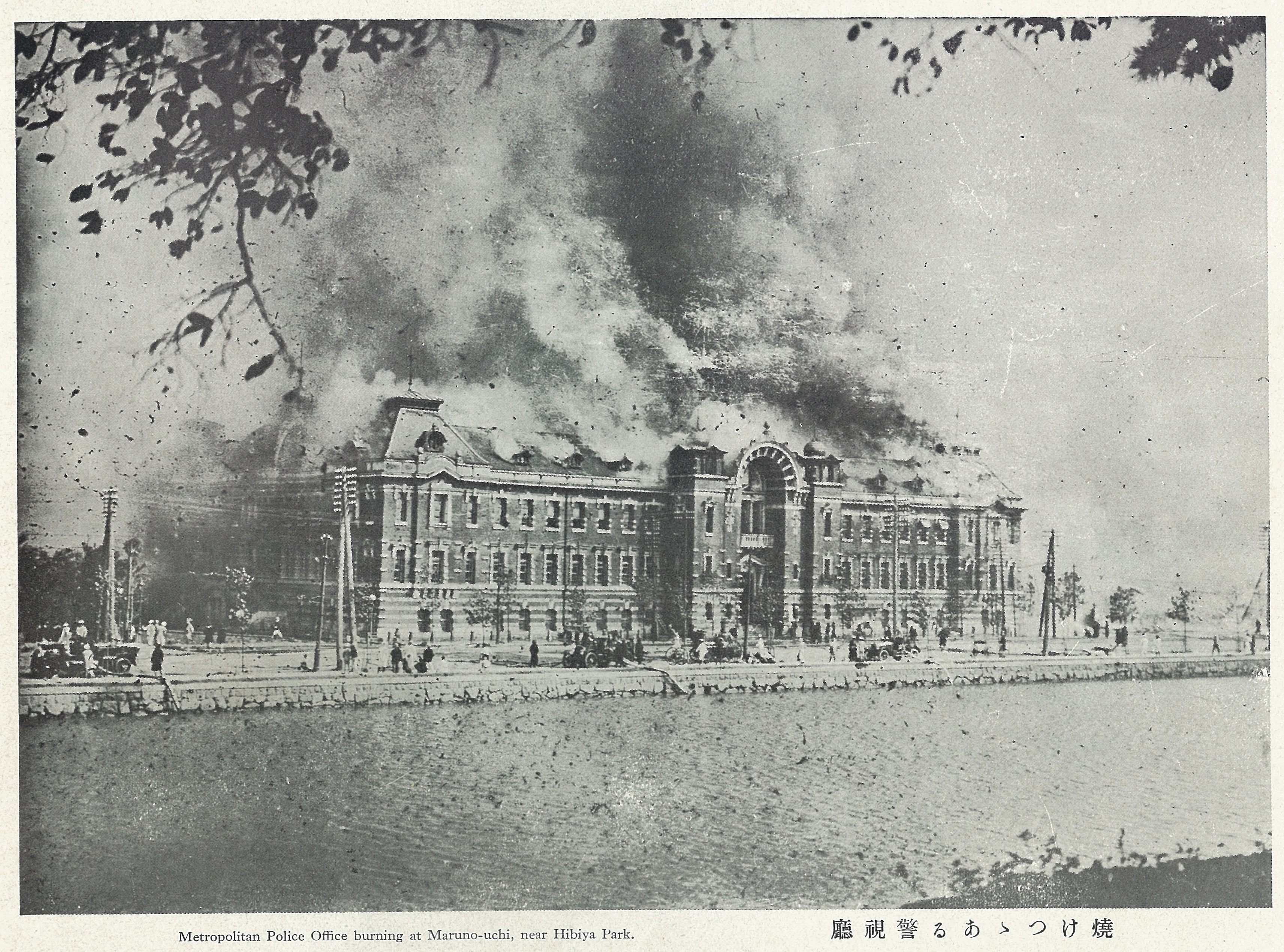
지진 이후 불타오르는 도쿄 우체국 건물.
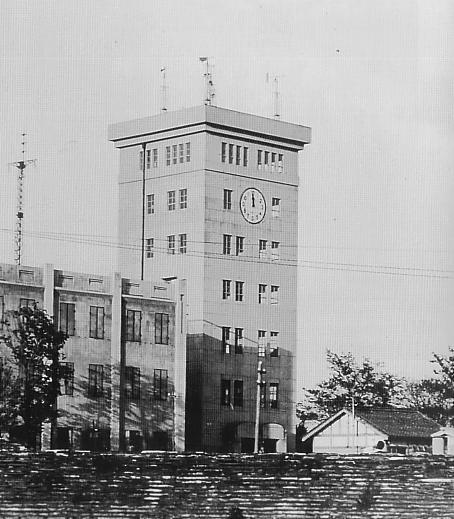
지진 이후의 도쿄 중앙기상대(소실 이전)

### 수도 기능의 마비

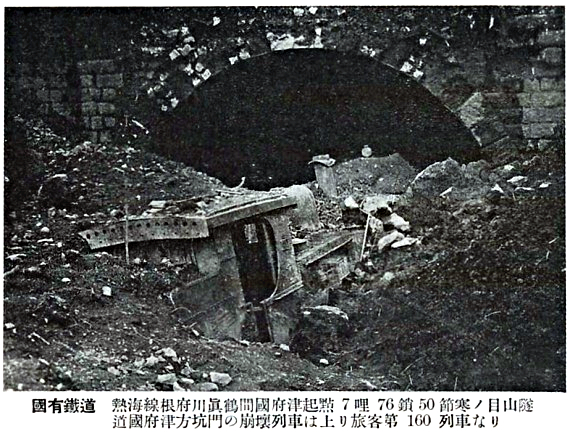
마나즈루역-네부카와역 사이 간노메산 터널에 매몰된 상행 제116열차의 견인기관차.

지진 당시 대부분의 통신 및 보도 수단은 전보와 신문이 주된 것이었으며(라디오 방송은 실용화 되기 전이었으며 전화도 일본 내 일반 가정에 보급되기 전이었다) 도쿄 내 16개 신문사들이 지진 발생으로 활자 케이스들이 전부 엎어지며 흩어지면서 인쇄 기능이 마비되고 대형 화재로 13개 신문사가 불에 타 소실되면서 일본의 보도 기능 자체가 마비되었다. 도쿄니치니치 신문(현 마이니치 신문의 전신), 호치 신문, 미야코 신문 3개 신문사가 화재 피해를 면했으며 이 중 제일 복구가 빨리 끝난 도쿄매일신문이 9월 5일자 석간신문부터 정상적으로 발행하기 시작했다.
우편 수단도 마찬가지로 마비되었다. 보통우표 및 엽서, 인지가 전부 타버렸으며 일부 우체국은 원판까지 전부 소실된 경우도 있었다. 일본 전국 각지의 우체국에서 재고가 부족해질 것으로 예상되어 접착제나 메우치가 없는 지진우표라 부르는 임시우표를 발행하기로 결정하였고 민간 인쇄회사(오사카의 세이한 인쇄와 도쿄의 슈에이샤)에게 위탁하여 9종의 임시우표를 발매하였다. 이 밖에도 엽서 2종류와 인지도 똑같이 임시로 발행하였다.
게다가 11월로 발매가 예정되어 있던 황태자 히로히토(후일 쇼와 천황)와 나가코 여왕(후일 고준 황후)과의 결혼식 기념우표인 동궁어혼의 4종류의 우표 대부분이 체신성 창고에서 원판까지 전부 불타버려 우표 및 기념 그림엽서의 발행이 중지되었다. 이후 당시 일본 제국의 위임통치령이었던 남양청 팔라우섬에 사전에 보냈었던 물량을 회수하여 황실 관계자 및 체신성 관계자들에게 증정되었다. 결혼식 자체는 1924년 1월로 연기해 이루어졌다.
간토 이외 지역에서는 통신과 교통 수단이 전부 두절되어 전문 정보나 신문 기자, 저널리스트의 현지 취재를 통한 정보수집에만 의존하여 정보가 전해졌기 때문에 신문에서는 "도쿄 (간토) 전역이 괴멸, 수몰", "쓰나미, 아카기산 기슭까지 닿아", "정부 수뇌부 전멸", "이즈반도 화산 대분화로 소멸", "미우라반도 함몰" 등 소문이나 가짜 정보 기사가 다수 나왔다.
진앙에서 약 120 km 내 범위에 있던 국유철도 터널 149곳(건설중인 곳 포함) 중 93개 터널에 보수가 시급했다. 가장 심한 피해를 입은 아타미선(현재의 도카이도 본선)오다와라역-마나즈루역 구간에서는 구간 내 11개 터널 중 7곳이 대규모로 손상되는 등 큰 피해가 있었다. 산사태와 사면 붕괴로 터널 입구 부근이 붕괴되거나 매몰되었으며 터널 입구에서 조금 떨어진 곳에서도 벽에 균열이 가거나 횡단면으로 변형이 일어났다. 가장 큰 피해를 입은 터널은 아타미선 하야카와역-네부카와역 사이 네노우에산 터널, 주오 본선 사가미코역-후지노역 사이 요세 터널, 우치보 선 이와이역-도미우라 역 사이 나무야 터널이다.

## 지진 이후 충돌 및 학살

### 사법 및 법제의 움직임
사법성과 법조회 허가 하에 수형자들을 일시 석방한 형무소들도 있었다. 요코하마 형무소에서는 9월 7일 수용자들을 나고야로 이송하기로 결정하여 같은 날 벽보를 통해 고지하였으나 해방된 수형자 821명 중 다음날 이른 아침까지 기한 안에 돌아온 수형자들은 565명 뿐이었다.
이 9월 7일은 치안유지법의 전신인 긴급칙령이 처음 내려진 날이기도 하다.

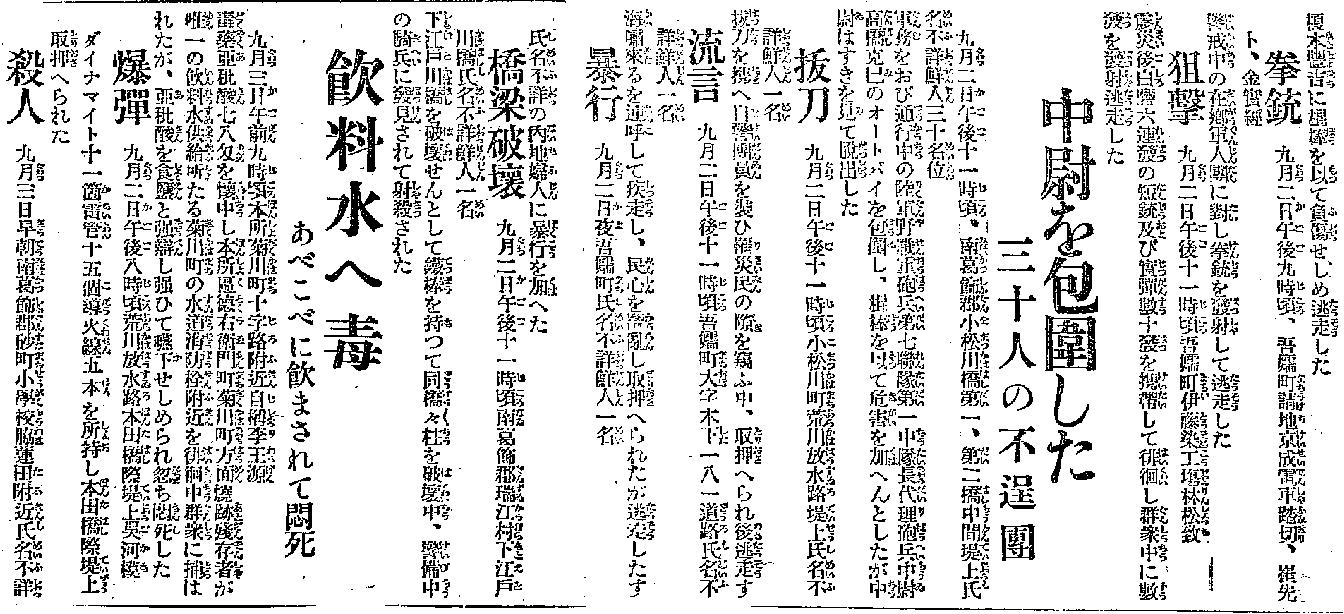
1923년 10월 22일 자 도쿄 지지 신문. 지진 이후 많은 신문사가 유언비어 확산을 방조하거나 이에 적극 동참하였다.

지진 이후 일본 제국 정부나 군, 또는 민간인이 일으킨 주요 학살 및 공안사건으로는 다음과 같다.
- 9월 3일 : 아마카스 사건(오스기 사건이라고도 함) 발생. 일본 제국 헌병대가 아나키스트를 살해.
- 9월 3일 : 박열 사건 발생. 일본 경찰이 대역사건을 이유로 박열을 임의 체포한 사건.
- 9월 4일 : 혼조 사건 발생. 자경단이 조선인들을 학살.
- 9월 6일 : 후쿠다촌 사건 발생. 자경단이 민간인 무리를 학살.
- 9월 7일 : 치안유지를 위한 벌칙에 관한 건(칙령 제403호) 발표.
- 9월 16일 : 가메이도 사건 발생. 일본 제국 육군과 경찰이 사회주의자, 조선인, 중국인을 학살.

### 군의 활동
일본 제국 육군 내부에서도 지진 이후의 혼란을 틈타 사회주의자나 자유주의자 지도자, 조선인들을 살해하러는 움직임이 있었다.
아마카스 사건에서는 아나키스트 오스기 사카에와 그의 부인 이토 노에, 오스기의 6살 난 조카 다치바나 무네카즈 등이 육군 헌병대에게 살해당했으며 가메이도 사건에서는 일본 노동운동 지도자 히라사와 게이시치 등 13명이 가메이도 경찰서에서 근위사단 소속 나라시노 기병 제13연대 병력에게 살해당했다.

### 지진 이후 학살 사건

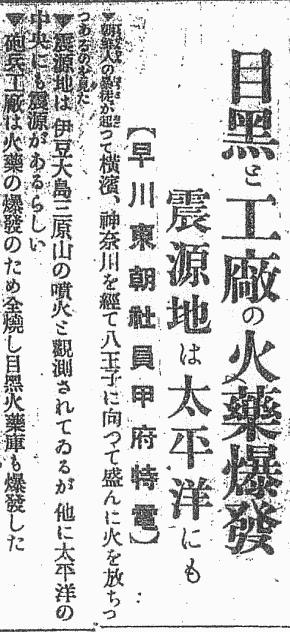
조선인이 폭도가 되어 방화를 하고 있다는 유언비어를 전한 오사카 아사히 신문 1923년 9월 3일자 호외.

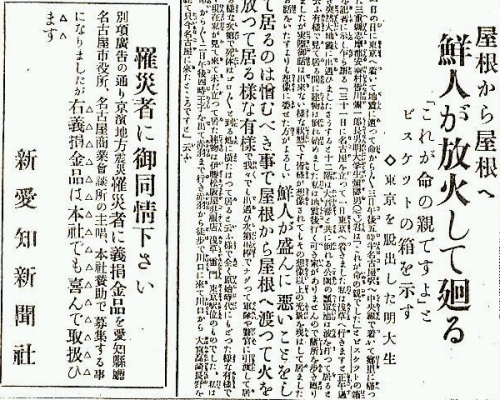
조선인이 폭도가 되어 방화, 살인, 약탈, 폭행, 교량 파괴 등의 행위를 하고 다닌다는 유언비어를 전한 신아이치 신문의 1923년 9월 4일자 보도.

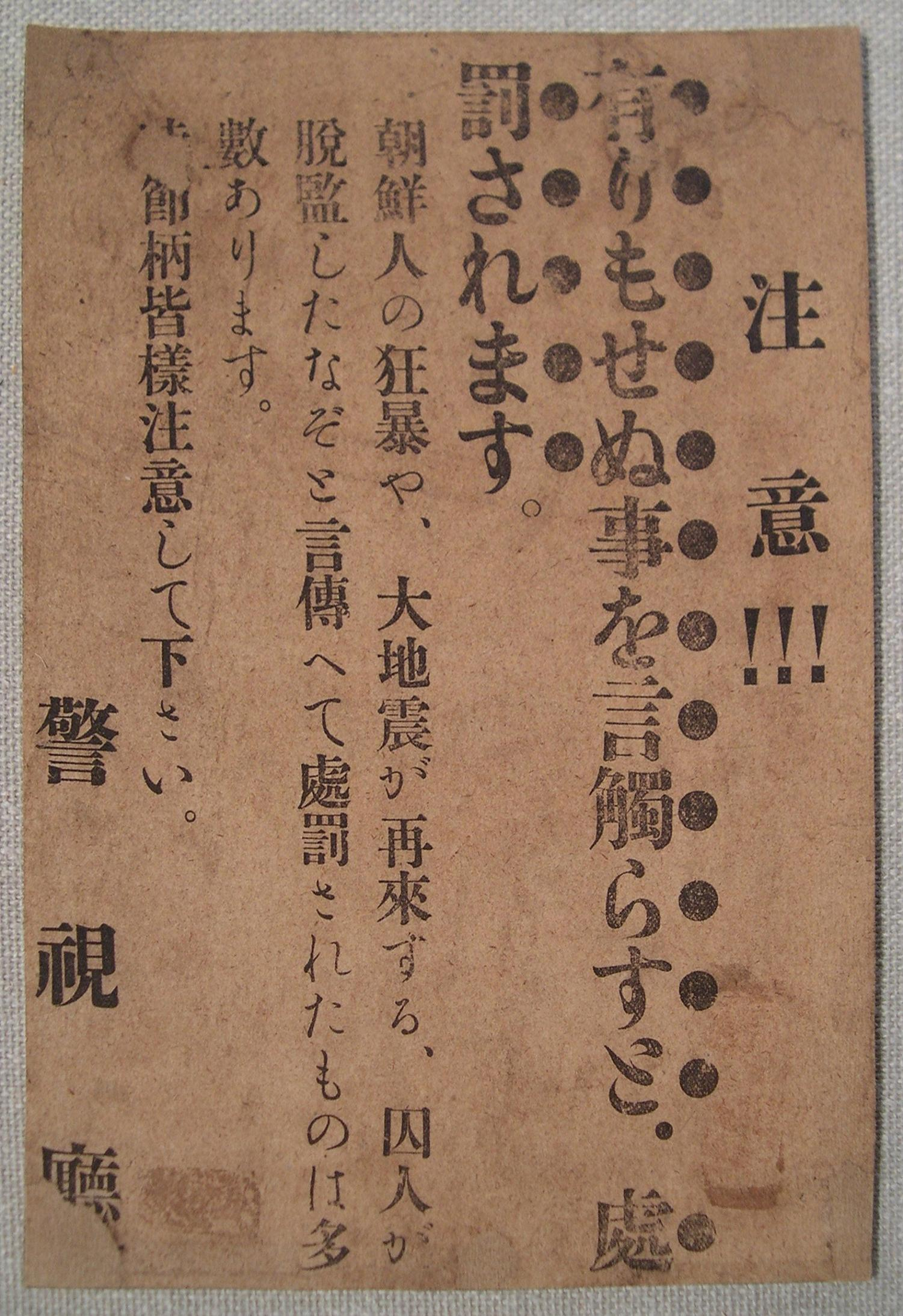
유언비어 유포자들에게 경고하는 일본 경시청의 삐라.

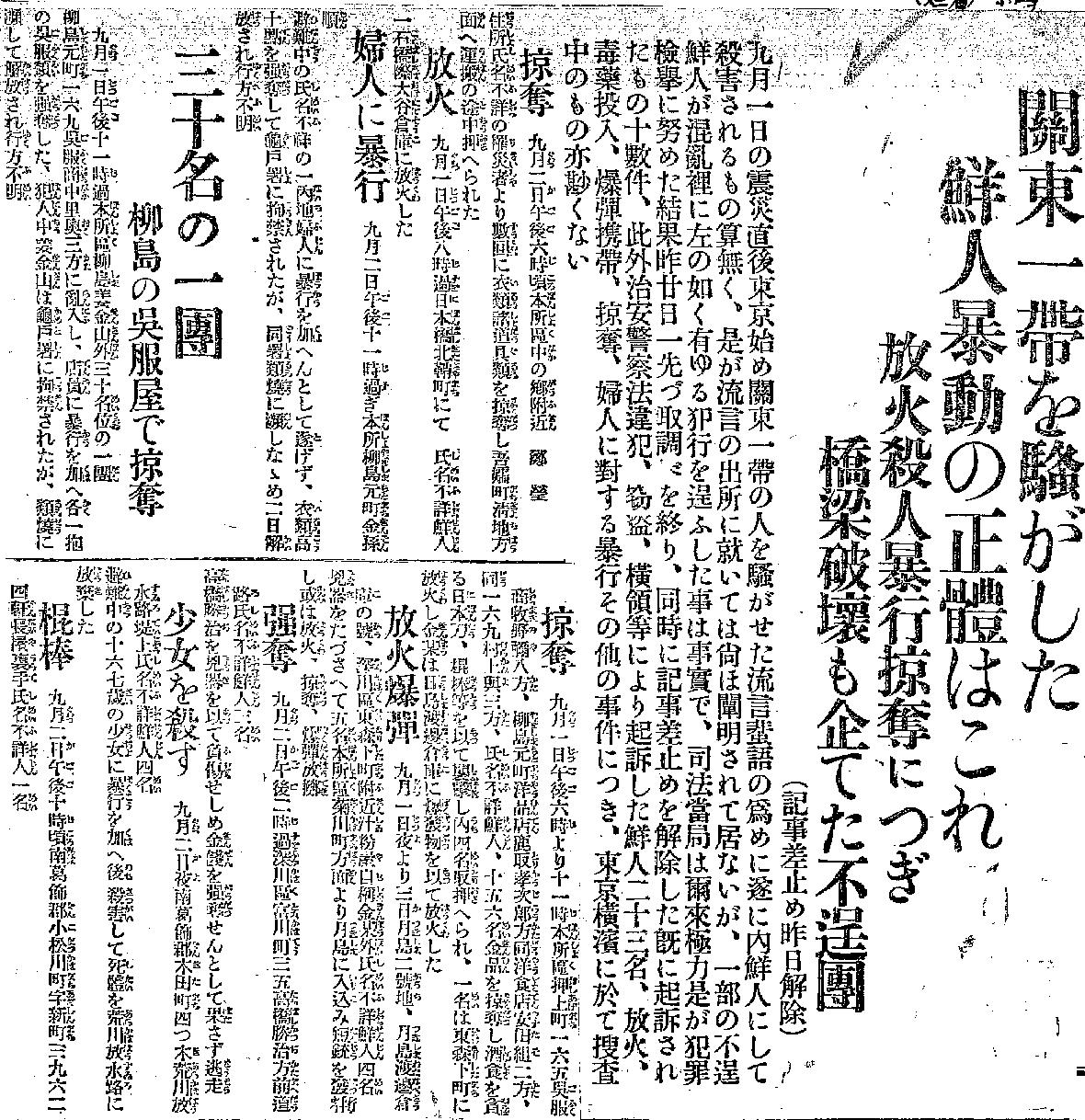
보도금지가 해제되면서 조선인에 관한 사건을 보도한 도쿄 지지 신문 1923년 10월 22자 보도. 당시 일본 사법성은 학살 책임 전가를 위해 실재성에 의문이 있는 정보들을 전파하였고 이 기사는 그 정보들을 기반으로 작성한 기사이다.

지진 발생 이후 혼란을 틈타 조선인이 강력 범죄, 폭동 등을 일으키고 있다는 소문이 일본 행정기관, 신문, 민중을 통해 퍼저나가고 민중, 경찰, 군들이 이 소문을 믿고 조선인, 또는 조선인으로 오인한 중국인, 일본인(농아 등)을 학살하는 사건이 일어났다.
이에 대해 9월 2일 수립된 제2차 야마모토 내각은 9월 5일 시민들에게 조선인들이 불온한 행동이 있으면 군대 및 경찰이 단속할 것이므로 민간인들은 자중을 요구하라는 내각고유 제2호(조선인에 대한 박해와 관련된 사고 건)을 발표하였다.
내각고유 제2호
이번 진재를 틈탄 일부 불령선인의 망동이 있다고 하여 선인에 대한 불쾌감을 가지고 있는 사람이 있다 하나 선인의 행동이 만약 불온한 수준에 다달았다고 한다면 신속히 불령을 단속하는 군대나 경찰관에게 통고를 하고 그 처치에 있어서 기다려야 할 것이다. 민중 스스로가 주제넘게 조선인에게 박해를 가하는 것과 같은 일은 일선동화의 근본주의에 어긋나며 또한 외국 여러 나라에 알려지게 되어 절대 바람직한 일이 아니다. 이번 사건은 뜻밖의 곤란한 사태가 일어난 것에 기인하여 한시가 급한 비상시에 있어 평상시의 냉정을 잃지 않고 신중하게 전후 조치를 잘못하지 않음으로써 우리 국민의 절제와 평화의 정신을 발휘하게끔 하고 본 대신이 이번에 특별히 바라는 것으로써 민중이 각자 절제하고 자중을 요하는 바이다.

다이쇼 12년 9월 5일        내각총리대신
이 내각고유 제2호가 발표된 날과 같은 날 관헌은 임시진재구호사무국 경비부에서 "선인문제에 대한 협정"이라는 극비 협정을 맺었다. 이 협정에서는 관헌, 신문 등에서는 일반 조선인들은 평온하다고 알릴 것, 조선인에 대한 폭행, 폭행미수 사실을 수사하여 그들이 사실을 긍정하도록 노력할 것, 국외 "적화 일본인"및 "적화선인"이 배후에서 폭동을 선동한 사실이 있음을 선전할 것 등의 내용이 있었다. 이런 내용을 통해 일부 연구자들은 일본 정부가 국가의 책임 회피를 위해 자경단과 민중에게 학살 책임을 전가하고, 또 실제로 어디에선가 조선인이 폭동을 일으켰다는 사실이 없는지 필사적으로 찾는 등의 행위를 보였다고 말하기도 한다.

#### 유언비어의 확산과 검증, 수습
한편 지진 발생 이후 일본 내무성 경보국, 경시청은 조선인이 방화를 하며 날뛰고 있다는 내용의 통지를 전하고 있었다. 구체적으로는 계엄령 하에서 고토 후미오가 국장인 경보국이 각 지방장관에게 다음과 같은 내용의 전보를 보냈다.
| “ | 도쿄 인근의 지진재해를 이용하여 조선인들이 각지에서 방화하여 불령의 목적을 수행하러 하고 있는데, 현재 도쿄 시내에서 폭탄을 소지하고 석유를 뿌리며 불을 지피고 있다. 이미 도쿄부 내에서 일부 계엄령이 내려저 있으므로 각지에서 충분히 주도면밀하게 시찰을 하여 조선인의 행동에 대해서 엄밀한 단속을 잘 할 수 있기를 바란다. | ” |

또한 경시청에서도 계엄사령부 앞으로
| “ | 선인(조선인) 중 불령한 행위와 관련하여 방화 및 그 밖에 흉포한 행위를 하는 자가 있고, 현재 요도바시, 오쓰카 등지에서 당국이 검거한 자가 있다. 이 때에 이들 선인에 대한 단속을 엄하게 하여 경계에 있어 계획이 어긋나는 일이 없기를 바란다. | ” |

라는 내용과 함께 "조선인의 화약고 방화계획"이라는 것이 알려졌다. 또한 경시청은 유언비어를 퍼뜨리면 처벌받는다는 전단을 뿌리고 있었다.
당시에는 텔레비전 및 라디오 방송이 없었으며 신문만이 유일하게 매스미디어 역할을 했다. 신문 기사에서는 "내지의 조선인이 폭도화되었다"나 "조선인이 우물에 독을 풀고 불을 지르고 다닌다"라는 유언비어가 퍼졌다. 이러한 보도들이 9월 2일부터 6일까지 지속적으로 오사카 아사히 신문, 도쿄니치니치 신문, 가호쿠 신간 등의 지면에 올라왔다. 오사카 아사히 신문에서는 9월 3일자 조간에서 "어떤 빈민이 흉기를 들고 폭행, 요코하마 및 하치오지가 위험하다는 정보"이라는 헤드라인으로 "요코하마 지방에서는 이 기회를 틈탄 불령선인에 대한 경계심이 극에 달한다는 정보가 왔다"라고 보도했으며, 3일 석간(4일자)에서는 "각지에서도 경계하길 바란다고 경보국에서 각처에 무전"이라는 헤드라인으로 "불령선인 일파는 도처에서 봉기하러고 하는 모양새"라고 하며 경보국의 타전 내용을 그대로 보도했고 3일 호외에서는 도쿄 아사히 신문 사원이 고후에서 보낸 특전(특별전보)에서 "조선인 폭도가 들고일어나 요코하마, 가나가와를 거쳐 하치오지를 향해 가며 빈번히 방화를 하고 있는 모습을 보았다"라는 기자의 목격담을 그대로 보도하였다. 또 상당수의 민중이 이러한 불명확한 정보를 그대로 다른 사람들에게 전파하였다. 후나바시 해군무선전신소에서는 유언비어를 그대로 전달하는 바람에 훗날 소장이었던 오모리 대위가 일시 면직되었다.
이런 정보의 신빙성은 2일 이후 관헌과 일본군 내부에서 의구심이 생기기 시작했다. 2일에 도착한 소식들은 도쿄 남부를 담당하는 제1사단이 검증한 결과 허위사실로 밝혀졌으며 3일 이른 아침에는 유언비어에 불과하다는 고지 선전문을 시내에 붙이고 다녔다. 5일 들어서는 의견 통일의 필요성을 강하게 느낀 관헌 내부에서 정밀 조사 후 "계엄사령부 공표"라는 통달에
| “ | 불령선인에 관해서는 삼삼오오 무리를 이루며 방화하거나 또는 그 미수에 그친 사건이 없지는 않지만 이미 이에 대한 군의 경비가 완성되어 결코 겁낼 것이 없다. 출처 불명의 말도 안돼는 유언비어에 미혹하여 경거망동을 하는 일이 없도록 깊이 생각하여 헤아리는 것이 매우 중요할 것이다. | ” |

라고 공표하였다. 일본 정부는 "조선인 폭동설"을 긍정하면서도 이에 유언비어가 포함되어 있다는 내용의 발표를 하였다.

#### 치안유지긴급칙령 발표
이러한 유언비어 유포를 계기로 전 내각에서 폐기되었던 사법성의 "과격사회운동단속법안" 대신 9월 7일 긴급칙령인 치안유지를 위한 벌칙에 관한 건(칙령 제403호)가 발령되었다.(이 당시 사법대신은 전날까지 대심원장이었던 사상검사계 히라누마 기이치로였으며 추밀원 의장은 기요우라 게이고였다) 이 칙령이 후의 치안유지법의 전신이다. 8일에는 도쿄지방재판소의 검사정(지방검찰청장) 미나미야 씨테이가 "선인들 중에는 불량배도 있어 경찰서에서 검속해 엄중 취조하고 있고 이번에 어느 정도의 절도죄 및 기타 죄를 저지를 사람이 나올 지는 모르겠지만 유언비어에 떠도는 범죄는 절대로 없을 것이라고 믿는다"며 유언비어를 부정하는 발언을 하였다.
지진 후 1개월 이상이 지난 10월 20일, 일본 정부는 "조선인이 일으킨 폭동"에 대한 보도금지를 일부 해제하면서 동시에 폭동이 일부 사실이었다는 법무부 발표를 같이 내놓았다. 하지만 발표에서 용의자 대부분이 성명 미상으로 기소되지 않아 신빙성이 부족하며 자경단의 학살이나 정부의 유언비어 가담 책임을 은폐하거나 조선인에게 전가하기 위해 일본 정부가 폭동을 조작했다는 설도 있다.
일부 유언비어에 대해서는 1944년 쇼리키 마쓰타로가 경시청 강연에서 당시 정보가 "가짜 정보"라고 말했다.

#### 계엄령 발표
당시 경시총감인 아카이케 아쓰시는 "경찰뿐만 아니라 국가가 전력을 다해 치안을 유지하기 위해" 위수총독에게 출병을 요구하는 동시에 경보국장을 설득하여 내무대신 미즈노 렌타로에게 "계엄령 선포를 건의"하였다. 이에 따라 9월 2일에는 도쿄도 내 5개 군에 계엄령을 일부 실시했으며 3일에는 도쿄부와 가나가와현 전역으로 계엄령이 확대되었다. 이 계엄령 선포가 미즈노 렌타로의 마지막 내무대신 공무가 되어 직후 내무대신은 고토 신페이가 인계하였다. 계엄령 외에도 경제적으로 비상징발령, 폭리단속법, 임시물자공급령, 모라토리엄 선언 등이 이어졌다. 최종적으로는 "조선인의 범죄"에 대해서 일체 긍정/부정 보도 자체를 아에 하지 않는 보도금지령이 내려졌다. 육군은 계엄령 하에서 기병을 각지에 파견해 군대 도착을 사람들에게 알렸는데, 이는 당시 사람들에게 안정감을 주면서 한편으로는 유언비어가 사실이라는 인상을 주어 불안을 만들었다는 주장도 있다. 또한 계엄령으로 경관들의 태도가 고압적으로 바뀌었다는 주장도 있다.

#### 자경단의 폭력 사건
일본군이나 경찰의 주도로 간토 지방에서만 4,000여개나 되는 자경단이 조직되어 집단 폭행 사건이 일어나기 시작했다. 요코하마 지역에서는 형무소에서 죄수들이 풀러나며 자경단의 활동이 가속화되었다. 이런 자경단의 집단행동으로 조선인 뿐 아니라 중국인, 일본인 등의 사망자가 나왔다. 조선인인지를 판별하기 위해 쉽볼렛을 말하게 시키거나 일본의 국가인 기미가요를 부르게 시켰으며, 한국어에는 어두에 탁음이라는 개념이 없다는 것을 이용해 행인에게 "15엔 50전"(일본어: 十五円五十銭 주고엔고주센[*]), "가기구게고"(일본어: ガギグゲゴ 가기구게고[*])를 말하게 하여 제대로 발음하지 못하면 조선인이라고 단정지으며 폭행하거나 살해하였다. "하얀 복장이라 조선인이다"라는 이유로 일본 해군 장교도 조선인으로 의심하기도 하였다. 또한 후다이촌 사건처럼 사투리를 말하는 지방 출신 일본인들도 살해한 경우도 있었다. 농아의 경우에도 마찬가지로 공격하여 도쿄농아학교 재학생의 절반 이상이 실종되었으며 졸업생 중 1명이 살해당했다. 9월 4일에는 사이타마현 혼조정(현 혼조시)에서 주민들이 조선인을 공격하여 살해하는 혼조 사건이 일어났다. 같은 날 구마가야정(현 구마가야시), 9월 5일 메누마정에서도 같은 사건이 일어났다. 9월 5일에서 6일 사이에는 군마현 후지오카정(현 후지오카시)에서 후지오카 경찰서 내에 구금되어 있던 자갈회사가 고용한 재일조선인 17명이 경찰서 내로 난입한 자경단과 군중의 린치로 살해당한 후지오카 사건이 일어났으며 이 사건은 당시 사망진단서와 검시기록 자료에도 남아 있다.
이런 학살 와중에도 조선인 등을 보호하고자 하는 사람들도 있었다. 요코하마시의 쓰루미 경찰서장이었던 오카와 쓰네키치는 경찰 보호 하에 있는 조선인 300명을 보호하기 위해 1천여명의 군중과 대치하면서 "조선인들을 제군에게 넘겨줄 수 없다. 이 오카와부터 죽이고 나서 데려가라. 조선인을 넘겨주는 대신 목숨이 붙어있는 한 계속 싸우겠다"며 군중을 물리친 일도 있었다. 그러면서 "독을 탔다는 우물물을 가져와라. 그 우물물을 내가 직접 마셔서 보여주겠다."라고 하면서 1되짜리 병에 든 물을 다 마시기도 하였다. 오카와는 조선인들이 일하고 있던 공사업체 관계자와 친분이 있었던 것으로 알려졌다. 이외에도 일본군 내 일부 인사들도 조선인을 보호하기도 했다. 당시 요코스카 진수부 장관이었던 노마구치 가네오의 부관이었던 구사카 류노스케(훗날 제1항공함대 참모장) 대위는 "조선인이 어선을 타고 대거 들이닥쳐 적기를 흔들고 우물에 독약을 풀고 있다"라는 루머에 현혹되지 않고 해군육전대의 실탄 사용 신청이나 재향군인회의 무기 방출 요청 허가를 전부 내주지 않았다. 요코스카 진수부는 계엄사령부의 명령에 따라 "조선인 피난소"가 되었으며, 신변의 위협을 느낀 조선인들이 잇다라 이곳으로 대피하였다. 현재의 지바현 후나바시시 마루야마에 있었던 마루야마 취락에서는 마을 주민들이 이전부터 같이 살고 있었던 조선인들을 자경단으로부터 지키기 위해 일치단결하기도 하였다. 또 조선인을 고용했던 사이타마현의 한 마을 공장의 사장은 조선인들을 벽장에 숨겨 자경단으로부터 지키기도 하였다.
경관수첩을 가진 순사가 헌병에게 체포되었는데 우연히 그 자리에서 소꿉친구였던 해군장교에게 도움을 받아 풀러났다는 일화도 있다. 당시 와세다 대학에 재학중이던 주마 가오루(훗날 오사카 시장이 됨)는 숙모의 집에 문병하러 가던 도중 군중에게 둘러싸인 뒤 시토미사카 경찰서로 끌려가면서 "죽음을 각오할 정도의" 폭행을 당했다고 말했다. 역사학자 야마다 쇼지는 당시 간토 지역에서 잔학한 폭행이 매우 많았다고 말하고 있다.
10월 이후 폭주하는 자경단은 경찰에게 체포되었는데, 살인, 살인미수, 상해치사, 상해 등 4개 죄목으로 기소된 일본인은 362명에 달했다. 하지만 기소된 사람들 대부분이 "애국심"으로 일으킨 일이라고 대부분이 집행유예를 받았으며 몇몇 사람들도 매우 가벼운 형을 받았다. 후쿠다촌 사건으로 실형을 선고받은 사람들도 황태자(후일의 쇼와 천황, 당시 섭정) 결혼으로 사면받았다. 간토 지역의 자경단들은 11월이 되어 전부 해체 명령을 받아 해체되었다.

#### 학살 피해자 수

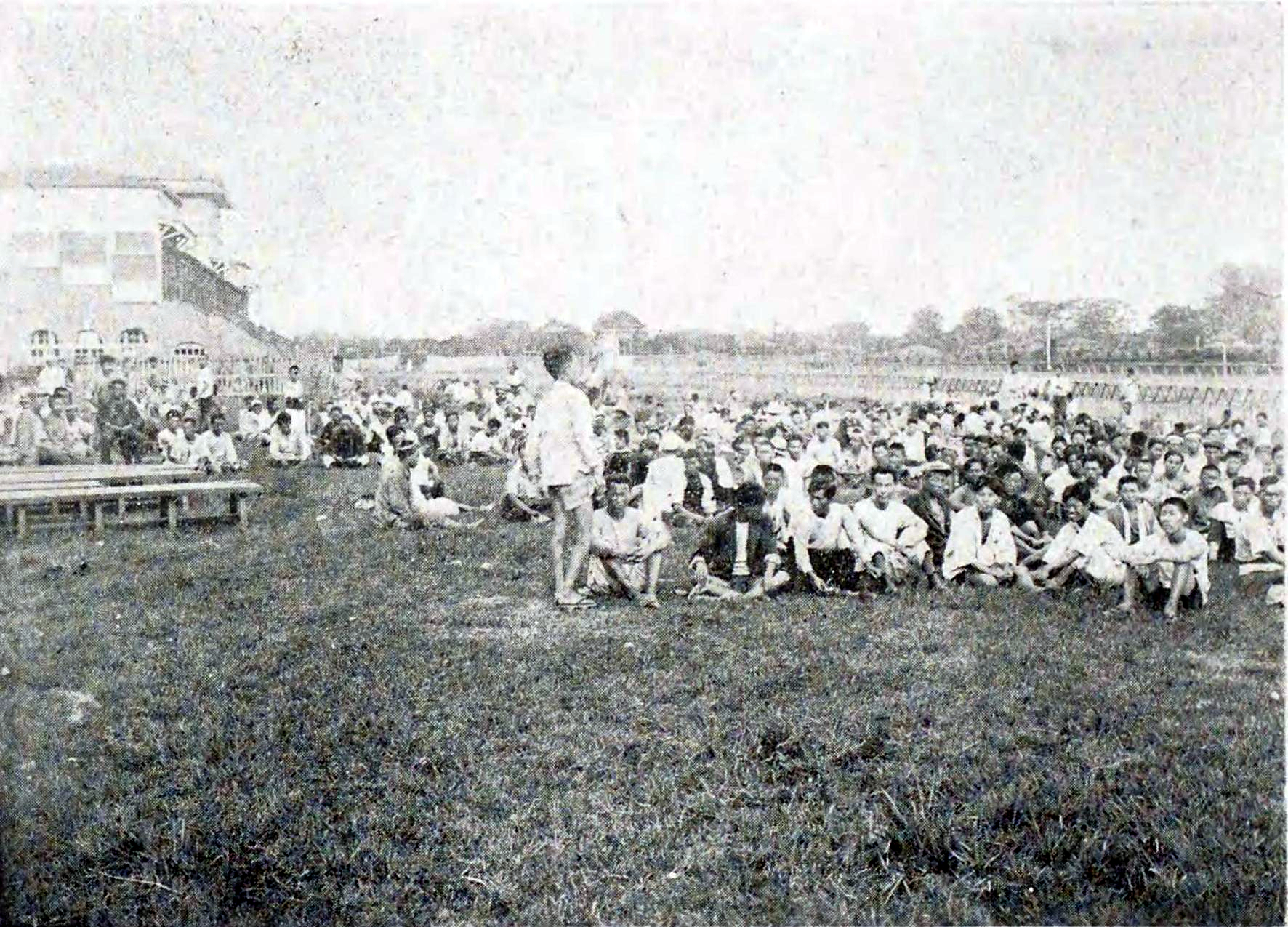
경시청의 "선인보호수용소". (메구로 경마장, 9월 13일)

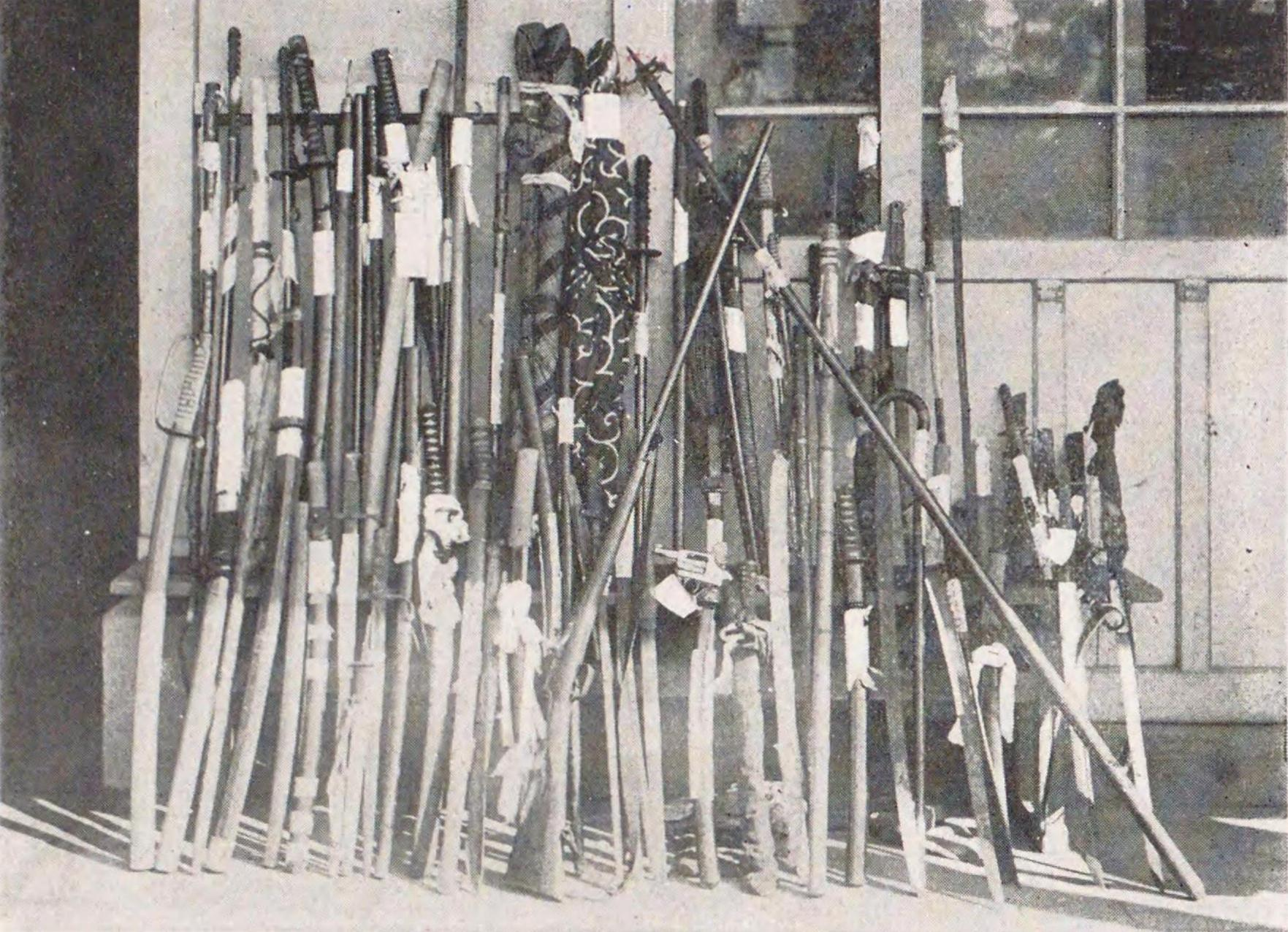
우시고메카구라자카 경찰서에 영치된 자경단원의 흉기.

간토 대학살 당시 살해당한 피해자수는 기록이나 보고서, 연구자들마다 수치가 전부 달라 명확하지 않다. 내각부 중앙방재회의는 지진 재해의 전체 사망자 중 1%에서 수 %(대략 1,000여명)가 학살로 사망한 피해자수라고 추정하고 있다. 요시노 사쿠조의 조사에서는 2,613명이, 상하이의 대한민국 임시 정부가 발행한 기관지인 독립신문 사장인 김승학의 조사에서는 6,661명이 사망했다고 추정하며 양 추정치 간 차이가 크다. 피해자 수를 가장 크게 어림잡은 1959년 대한민국 외무부 장관의 외교문서에서는 "수십만의 한국인이 학살당했다"라는 서술이 있다. 일본 내무성 경보국의 조사인 "1923년(다이쇼 12년) 9월 1일 이후의 경계조치 일반"에서는 조선인 사망자 231명, 중경상자 43명, 중국인 3명, 조선인으로 오해받아 살해당한 일본인 59명, 중경상자 43명으로 잡고 있다. 또한 입건된 사건의 피해자수를 다 합치면 233명이라고 발표했다.
2013년 6월, 대한민국의 이승만 정권 시절 작성된 간토 대학살 피해자 289명의 명단이 발견되었으며, 이듬해인 2014년 목격자 및 유족들의 조사가 이루어졌다. 2015년 1월 18일 1차 검증 결과 명단의 289명 중 18명이 실제로 학살당했으며 명단에 없는 3명이 새롭게 피해자로 확인되었다고 나왔다. 2015년 12월 최종적으로 명단의 289명 중 28명이 학살을 실제로 당한 것이 맞다는 검증 결과를 내놓았다.

### 지폐 소실
일본은행 본점은 화재 피해를 입었으나 실제 은행권은 약 8.5%만 소실되었다. 하지만 당시 일본에서 유일한 지폐인쇄공장이었던 도쿄시 오테정의 일본 국립인쇄국(당시에는 내각의 외국)은 증권인쇄부와 공장, 약 730대의 기계 설비, 은행권 원판, 제조중이거나 제조가 완료된 은행권 전체가 소실되었으며 도쿄시 오지(王子)에 있던 인쇄국 초지부도 건물이 완전히 붕괴되었다. 9월 하순 오사카 지지 신문에서는 인쇄국이 불타고 남은 잔해에 기적적으로 1엔, 5엔, 10엔, 20엔, 100엔의 원판이 소실되지 않고 발견되어 일본은행 금고로 이송했다고 보도하였다.
처음에는 긴급지폐발행이 이루어지지 않았으나 10월 중순 일부 은행에서 예금 인출이 잇다라 이어지면서 11월 6일 일본은행은 대장대신에게 미발행된 고액지폐인 "갑 200엔" 발행을 신청하였고 오사카의 증권인쇄회사인 쇼에이도 인쇄소를 하청으로 하여 신규 지폐 인쇄를 시작했다. 하지만 연말에는 지폐 수요가 그다지 많지 않다는 것이 확인되어 갑 200엔 권은 발행이 중단되었고 1926년 남은 지폐가 모두 소각되었다.
1924년 조선총독부 인쇄국이 도쿄 인쇄국으로 미제 요판 속쇄판이랑 팬터그래프를 반송하였으며, 이후 새롭게 발주한 미제 요판, 평판 인쇄기도 도착하여 1926년 3월 인쇄국 업무가 완전히 복구되었다.

## 복구와 부흥

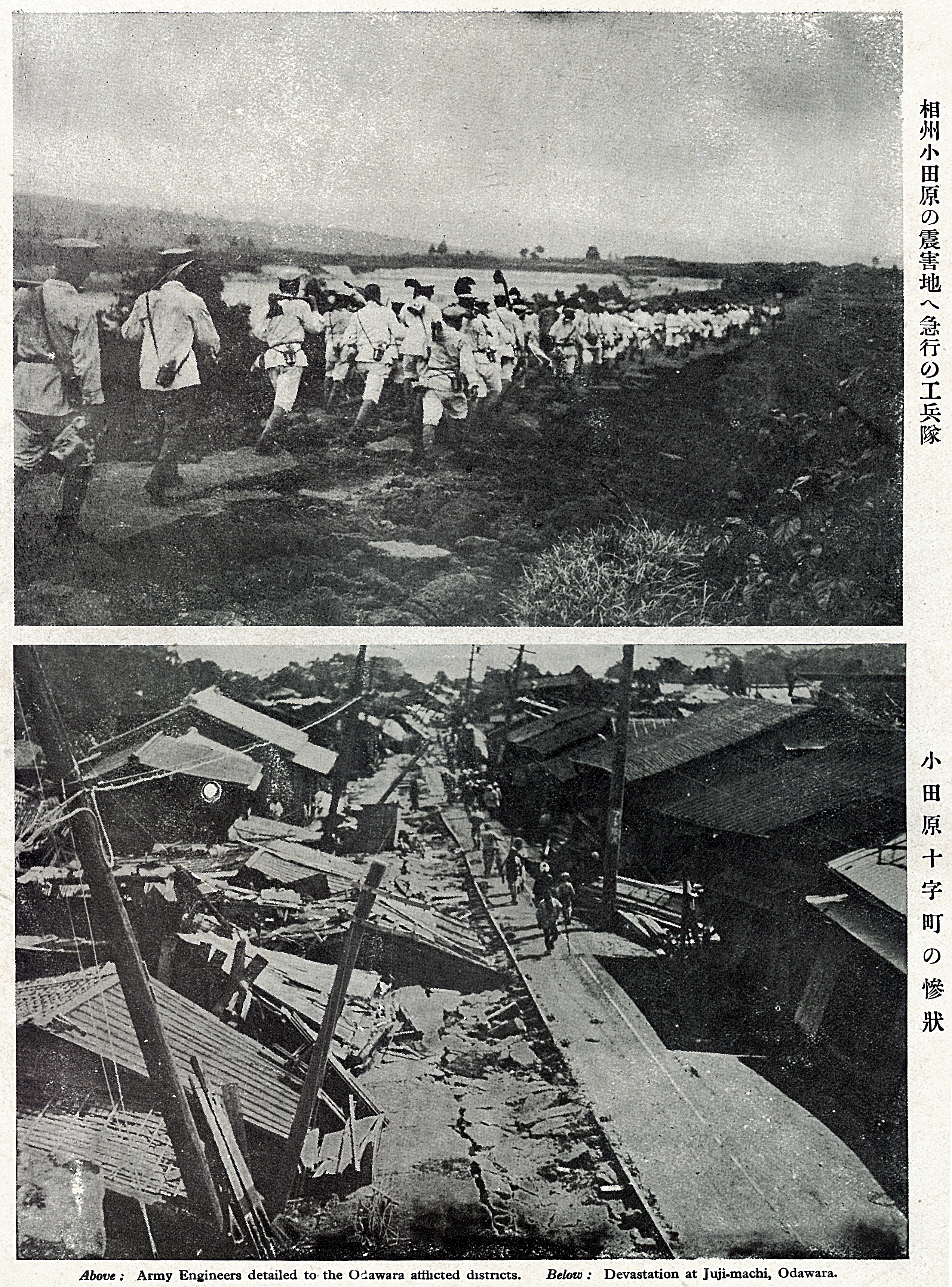
"소슈 오다와라의 진재 지역으로 급하게 향한 공병대" 및 "오다와라 주지마치의 참상" (간토대진재 화보 제1집, 오사카 마이니치 신문 기록)

야마모토 곤노효에 수상을 총재로 한 "제도부흥심의회"가 창설되면서 본격적인 부흥 계획이 시작되었다. 에도 시대 이래 쭉 이어져왔던 도쿄 시가지를 대개조하여 도로 확장 및 구획 정리 등 인프라 정비도 이루어졌다. 대중교통이 지진으로 대부분 파괴되어 자가용이 교통수단으로써의 가치를 인정받게 됨에 따라 지진 이후 자동차 보유수가 급증하여 1923년 12,765대였던 자가용 대수가 1924년 24,333대, 1926년 40,070대로 가파르게 늘어났다. 1929년 세계 대공황 등의 대불황이 찾아왔으나 이럼에도 자가용 대수 자체는 꾸준히 증가했다.
한편 제1차 세계 대전 이후 불황세에 있었던 일본 경제는 지진 이후 진재수표 문제나 부흥 자재 수입초과문제 등이 일어나 경제 침체가 심화되어 후에 쇼와 공황이라는 긴 불황세의 늪에 빠져들었다. 지진 직후인 9월 7일에는 긴급칙령으로 모라토리엄이 발령되었고, 29일 진재수표할인 손실보상령이 내려져 진재어음손실을 일본 정부가 보상해주는 체제로 이뤄졌는데 이 과정에서 불량채권도 동일하게 보상되면서 채권 및 수표 처리가 꼬여 1927년 쇼와 금융공황이 일어난다.
진재 부흥 사업으로 지어진 대표적인 건축물로는 도준카이 아파트, 히지리바시, 부흥소학교, 부흥도로, 진재부흥공원, 스미다강 진재부흥교, 구단시타 빌딩 등이 있다. 또한 지진 이후 부흥의 상징으로 지진 전에는 바다였던 곳을 자갈과 모래로 매립한 야마시타 공원이 세워졌으며 1935년에는 "부흥 기념 요코하마 대박람회"의 메인 장소로 선정되었다. 이 공원 안에 1939년 인도 상인 조합이 일본에 재류하는 인도인 사업의 부활하기 위해 저리 융자 및 상가 재건 등을 도운 요코하마 시민들에 대한 보답 형식으로 지은 급수탑인 인도 수탑이 세워졌다. 현재는 이 식수대를 사용하고 있지는 않지만, 이슬람의 모스크와 비슷한 지붕을 가진 수탑 건축물은 그대로 보존되어 있다.
요코스카 군항에서는 워싱턴 해군 군축 조약에 따라 순양전함에서 항공모함으로 개함하던 아마기급 순양전함 아마기가 간토대지진으로 용골이 손상되어 수리 불능 판정을 받았다. 대체함으로 해체 예정이었던 가가급 전함 가가가 항공모함으로 개장하였다. 가가와 아마기의 자매함이 된 아카기 셋은 전부 태평양 전쟁에서 일본군이 운용하였다.
지진 발생 당시 일본 연합함대는 다롄 앞바다에서 훈련 중이었다. 지진 발생 보고를 받고 연합함대 각 함정은 훈련을 중지, 구호물자를 싣은 뒤 도쿄만으로 향했는데 이 때 당시 영국 왕립해군은 오스미 해협에서 일본 연합함대가 대략 시속 26노트의 속력으로 항해중인 것을 관측하였다.
9월 27일, 고토 신페이를 총재로 하는 제도부흥원이 세워저 제도부흥계획이 시작되었다. 이 부흥계획에서는 재해 영향 지역을 국가가 모두 사들이자는 제안에서 자동차 시대를 대비한 100m 도로 계획(도로 계획에서는 진재 전의 계획이었던 저속차선과 고속차선의 분리도 있었다), 중요 인프라의 공동구화 등 21세기에서 봐도 이상적인 근대도시계획이었으나 당시 일본 경제 상황이나 당시 정당간의 대립으로 예산이 축소되어 원안대로의 계획은 시행할 수 없었다(고토의 안에서는 30억 엔이 필요했으나 최종적으로는 5억 엔이 살짝 넘는 수준까지 삭감되어 통과되었다). 또한 당시 토지 매입 결정에 대해 간다스루가다이 주민들이 반발하였다. 이 부흥계획이 축소되며 뜻밖에도 도쿄 대공습 당시 화재 확산 방식이나 제2차 세계 대전 이후 고도경제성장기 이후의 자동차 사회에 계획이 축소된 영향이 나타났다. 예를 들어, 도로에 대해서는 수도고속도로(방재를 위해 만들어진 광역피난을 위한 부흥공원인 스미다 공원 등의 부지 대부분을 사용하거나 광역적인 연소를 막기 위해 세운 도로의 중앙분리대 녹지를 이용하여 건설)를 건설하게 되었다.

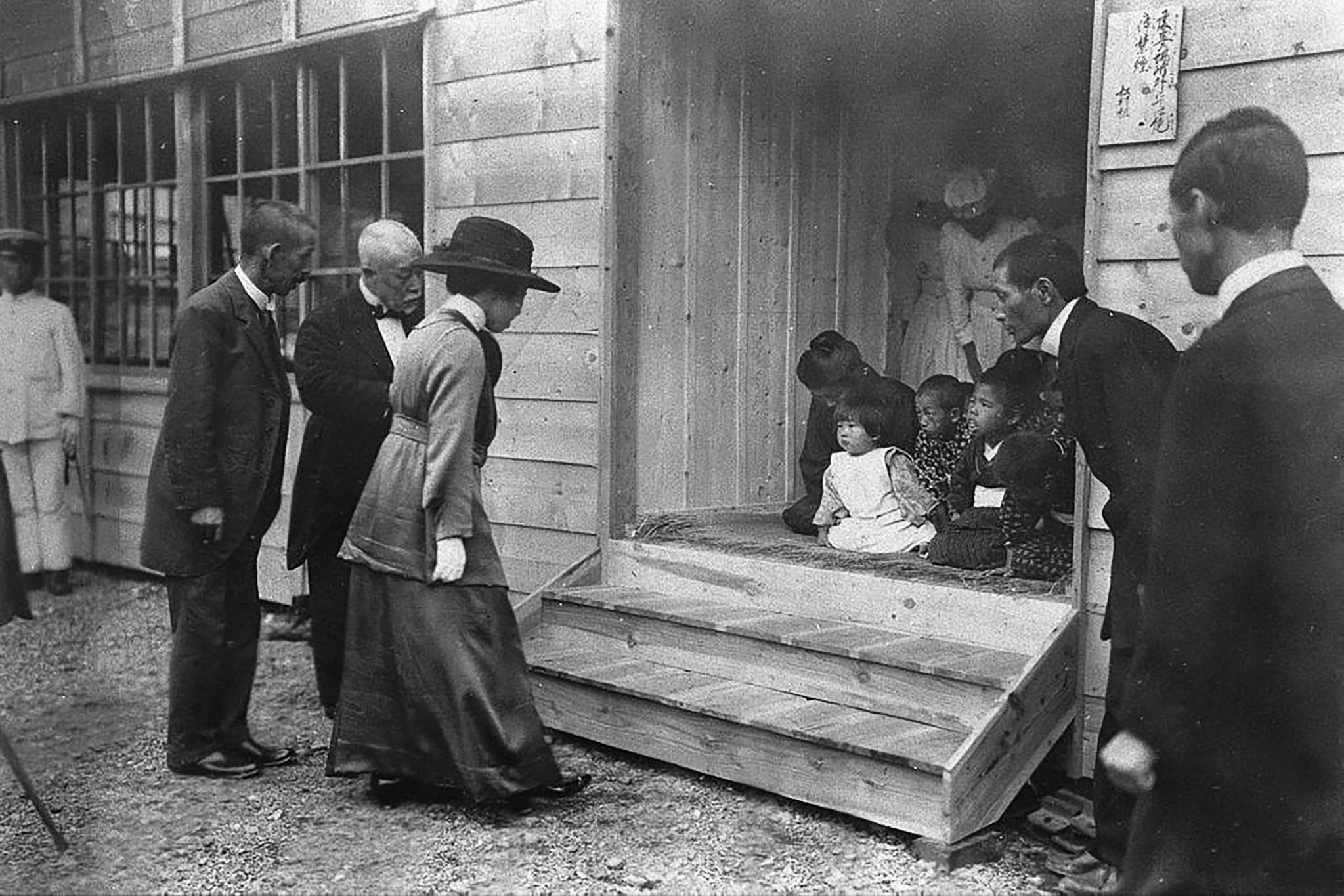
적십자공원을 위문하는 데이메이 황후 (1923년 9월 15일)
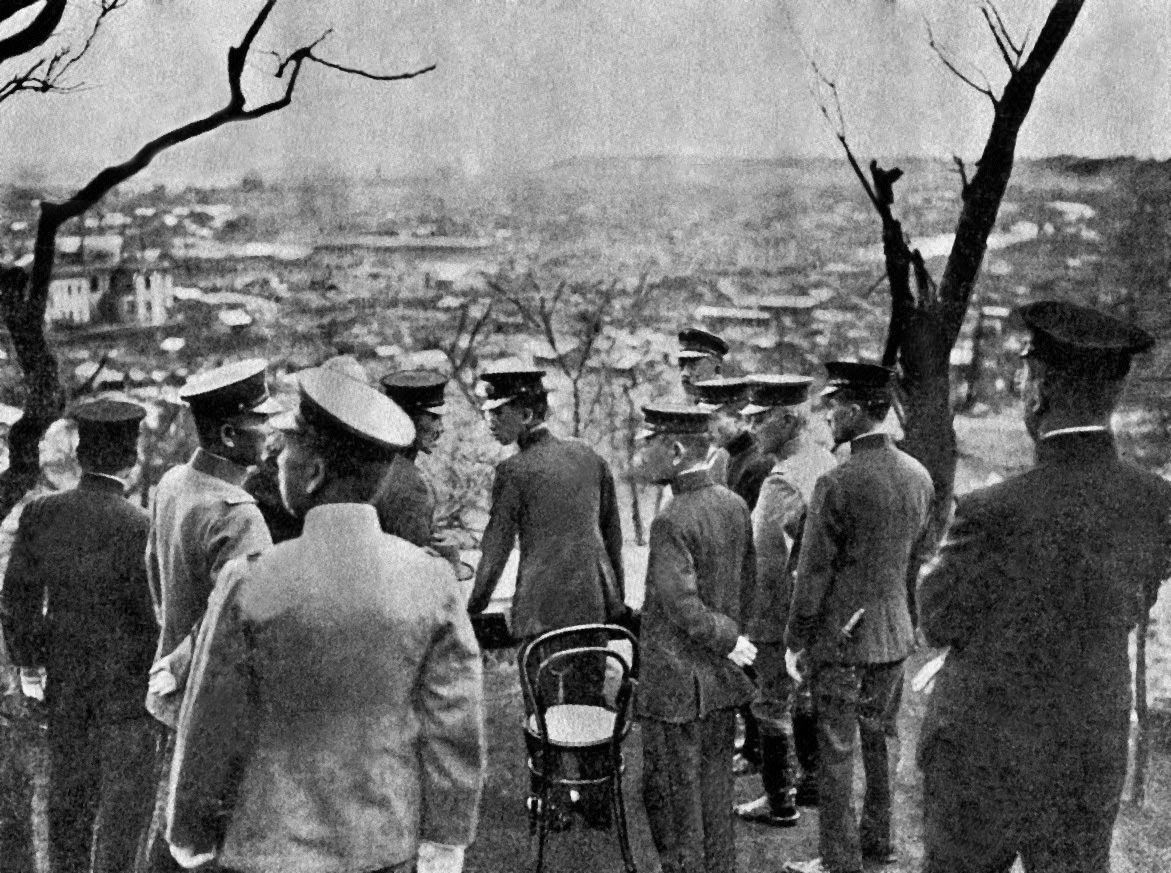
섭정궁(후의 쇼와 천황)이 요코하마를 시찰하는 모습 (1923년 9월 15일)
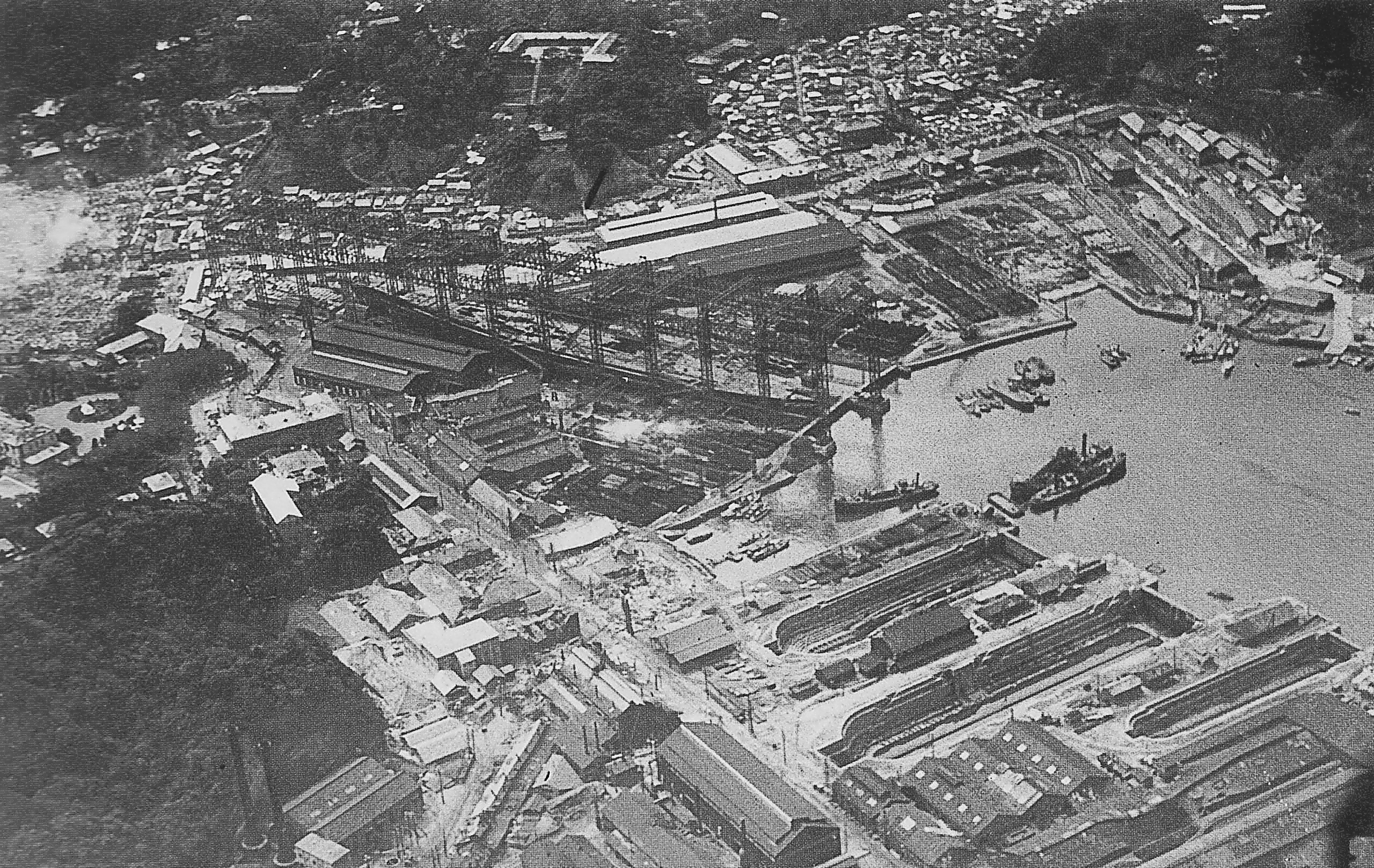
간토대진재 이후 요코스카 해군공창의 갠트리 트레인 인근 모습. 순양전함 아마기가 좌현(앞쪽)으로 기울어져 쓰러져 있다.

1930년(쇼와 5년) 3월 24일, 쇼와 천황은 부흥 및 복구 작업을 끝낸 도쿄를 순행하였다. 26일에는 니즈바시 앞 광장에서 제국수도부흥제가 열렸다.
제도(제국 수도) 부흥완성에 관하여 하사하신 칙어(쇼와 5년 3월 26일)

제도 부흥 사업은 민관협동의 노력을 통해 세월을 단축하고 그 위적을 잘 달성하였다. 짐은 이를 깊이 기뻐하며 짐은 지금 친히 도시를 완비하여 크게 옛 모습에서 바뀐 것을 보고 오로지 여러 사람의 마음이 하나가 되어 한번 더 시정이 발전되기를 바란다.
같은 해 8월에는 제도부흥기념장이 제정되어(1930년 8월 13일 칙령 제148호 "제도부흥기념장령" 제1조) 제도부흥사업에 직접적으로 혹은 이에 수반하는 사무에 관여한 자에게 기념장이 수여되었다.
9월에는 태풍 등 일본에 여러 자연재해가 많았는데, 1960년 간토 대지진이 있었던 9월 1일을 방재의 날로 정하여 일본 정부를 중심으로 매년 이 날에 방제훈련이 진행된다. 다만 미야기현 해역 지진 등을 겪는 미야기현과 사쿠라지마섬이 있는 가고시마현 같이 독자적으로 별도의 방재의 날을 정해 그 날에 방재훈련을 진행하는 현도 있다.

## 일본 국외의 반응

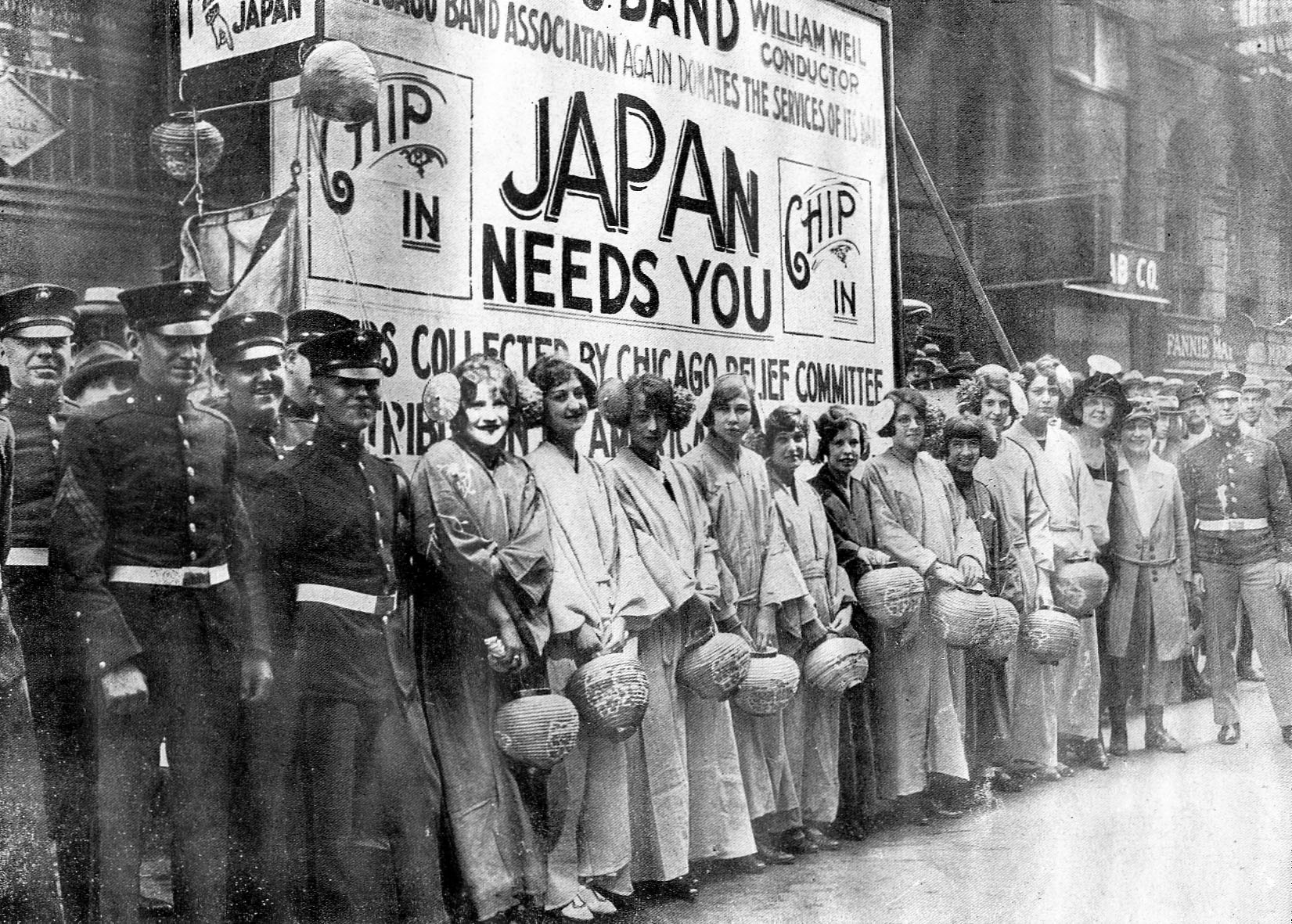
미국 시카고에서 열린 간토대진재 모금 운동.

일본에서의 지진 소식이 전해지면서, 많은 국가에서 구호나 성금, 의료 물자 제공 신청이 이어졌다. 특히 제1차 세계 대전 당시 연합국에서 함께 싸웠던 미국의 지원이 제일 많았으며 또한 "사양하지 말고 희망하는 물품을 신청하라"라고 안내하기도 하였다. 미국과 대영제국에서 가장 많은 성금이 보내졌으며 그 외에도 영국령 인도 제국, 오스트리아, 캐나다, 독일, 프랑스, 벨기에, 페루, 멕시코에서도 구호 물자나 성금을 보냈다. 미국이나 영국 군함이 구호물자와 피난민을 싣고 나르기도 하였다.
이 당시 해외로 전달되는 통신 수단은 실용적이진 않았지만 일본에서 장파 무선을 이용해 이와키 국제무선전신국 하라마치 송신소를 통해 미국으로 지진 소식을 보내 무선 전신을 통한 비상시의 정보 전달을 유효성을 처음으로 보여주었다. 당시 일본과 미국을 잇는 통신선은 해저 케이블이나 장파무선이었는데 이 때 지진으로 해저 케이블이 끊어졌고 장파 무선만 남았다. 일본에서 미국과 교신이 가능했던 장파 무선은 후쿠시마현의 이와키 국제무선전신국만 있었다. 당시 이와키 국제무선전신국은 지진으로 큰 피해는 입지 않았으나 간간히 간토에서 아주 큰 피해를 입었다는 정보가 들어오고 있었다. 전화 등은 모두 불통이었기 때문에 급히 국내용 무선 전보를 입수하기 위해 기계를 개조해 정보를 얻었고 미국을 향해 긴급 전보를 발신하였다. 또 미국에게 보낸 이 긴급 전보가 우연히 일본이 중국 베이징에 건설해 시험중이었던 무선국에 감청당하면서 지진 정보가 중국 내와 유럽에도 전파되었다. 결과적으로 일본에서 유일하게 해외로의 정보 연락망이 된 이와키 국제무선전신국은 큰 역할을 하였으나 당시 전신국 국장이었던 요네무라 가이치로는 "훌륭한 활약을 하였으나 일본에서 이와키 한 곳에서만 국제 통신을 할 수 밖에 없었던 설비 부족 및 비상시의 통신체제에 대해 대비가 전혀 안 되어 있었던 것이 후회된다"라고 말하기도 하였다.
지진에 대한 정보가 전 세계에 알려지면서, 각국의 반응은 다음과 같았다.
중화민국
청나라의 전 황제이자 당시 중화민국의 청나라 소조정 황제였던 푸이는 간토 대지진 소식에 깊은 슬픔에 빠졌다고 한다. 푸이는 일본에 기부금을 주기를 표명하였으며 아울러 자금성 내에 있던 방대한 보석들을 보내어 환금해서 성금으로 쓸 수 있도록 일본측 특명전권공사 요시자와 겐키치에게 기부하였다. 이를 받은 일본 정부는 보석을 환전하지 않고 20만 달러 상당의 평가액과 동일한 금액을 일본 황실에서 거출하고 보석은 황실재산으로 두기로 하였다. 그 후 1923년 11월 일본 정부는 푸이에게 대표단을 보내 감사의 뜻을 전했다.
푸이는 이후 일본의 도움 아래 만주국의 황재로 즉위하나, 푸이의 교사였던 레지널드 존스턴은 "당시 시점(1923년)에서는 아무런 정치적 동기 없이 순수히 동정심으로 기부한 것이다"라고 말하였다.
미국
제1차 세계 대전에서 일본과 함께 연합국 측으로 같이 활약하던 미국은 민간 및 정부 양측에서 대규모로 지원하였다. 당시 유명한 표어였던 "수 분이 생사를 가른다"(Minutes make lives)라는 말은 이 때부터 등장하였다. 미국 전역에서 지진 피해에 대한 모금 운동이 잇다랐으며 당시 미국의 식민지였던 필리핀 제도 배타정부(Insular Government of the Philippine Islands)에 있던 미국 육군 기지에서도 다양한 물자를 보내주었다. 아프리카계 미국인의 지도자 중 한 명이었던 마커스 가비도 다이쇼 천황에게 전보를 보내고 모금 운동을 하기도 하였다. 또한 미국 해군은 미국 아시아 함대를 파견하여 피란민과 물자 수송에 도움을 주었다.
미 해군 중 주요 대일 지원을 나선 함정들
장갑순양함 : USS 사우스다코타
구축함 : USS 슈트워트, USS 스미스 톰슨, USS 배이커、USS 트래시, USS 존 D. 에드워드, USS 휘플, USS 헐버트, USS 윌리엄 B. 프레스턴, USS 프레블, USS 노아
구축함모함 : USS 블랙 호크
수송선 : 메리트(Merrit), 애배레다(Abareda), 베가(Vega)
보급함 : USS 페코즈
벨기에
지진 직후 벨기에 정부는 "일본인 이재민 구호 벨기에 국내위원회"를 세우고 벨기에 왕실 내 인원과 벨기에 적십자에서 일본을 지원하였다. 민간에서도 모금 활동과 콘서트, 바자회 등을 통해 얻은 수익금으로 위의 위원회를 통해 기부하였다.

## 영향

### 진재 불황
간토대지진으로 도쿄와 가나가와현이 집중적인 피해를 받은 후, 피해 지역에 있던 기업이 발행한 어음의 결제불능사태를 막기 위해 이들 어음을 전부 모라토리엄 하였고 이어서 일본은행이 어음을 재할인하여(진재어음) 결제가 어려운 어음에 유동성을 공급하여 경제활동의 정체를 막고자 했다. 하지만 반입된 많은 어음 중 진재어음으로 분류하여 재할인을 선별하는 과정에서 실제로 지진피해를 입어 당장 결제가 어려운 어음들은 동시에 "공장 생산수단이나 담보가 되는 자산도 상실한 경우가 많다"라며 리스크가 그다고 할인을 회피하였다. 한편으로 피해 정도가 가볍고 안전한 어음을 우선적으로 선정했으며 때마침 닥친 불황이나 투기 실패로 불량채권이 되버린 어음은 일단 담보가 확보되어 있어 안전한 어음으로 취급되어 이러한 투기채권이 오히려 재할인 대상으로 받아들여지는 경우가 많았다. 이 과정에서 지진 피해와는 상관 없는 어음도 재할인 신청을 하는 등 모랄 헤저드가 일어나 부실채권이 근본적으로 해소되지 못하고 계속 남게 되었다.
지진에서 복구하는 데 있어서 해외로부터 막대한 외채와 물자 수입이 늘어나엔화 가치가 폭락하고 재고가 쌓이며 정체되면서 일본 국내 생산을 압박해 1920년대 중반 경 쇼와 금융공황이 일어난다.

### 여러 국민의 원조
9월 3일, 이탈리아 제노바에서 제4차 국제연맹 총회가 열렸다. 이 총회에서는 간토 대지진 재해를 동정하는 총의 및 각국이 일본 제국도서관에 서적을 기증한다는 결의가 통과되었으며 일본은 각국 대표로부터 개인적으로 모금된 자금도 받았다.
전 세계에서 개인, 기업, 도시, 기관, 국가에서 제공된 원조는 10월 이후부터 일본 정부가 정리한 "우리 진재에 대한 여러 국가의 동정 및 구원 기록"(我震災に対する諸外国の同情及救援の記録)이라는 문서로 정리되어 있다. 이 목록을 정리한 책자에는 일본 정부 관계자의 아래와 같은 여러 감사의 말이 적혀 있다.
이번의 대진재에 대해 세계 여러 나라가 우리 국민에게 나타내 준 열렬한 동정은 이 정도로 두터울 수 있는 것인지, 그저 놀라움과 감사함만 나타낼 뿐이다. 이러한 때에 세계 여러 국민의 깊고 두터운 마음을 충분히 인식함과 동시에 일반 국민에게 국제적 정신을 고양시키는 것이 가장 중요하다고 믿는다.
 — 도쿄고등사범학교 교수 도모에다 다카히코의 『국제적 정신 요청』
우리나라의 이번 지진에 대해 각국 국민의 동정은 영국, 미국, 프랑스, 이탈리아 등 강대국은 물론이요 쿠바, 산마리노 등의 나라에 이르기까지 매우 활발하며 각각 그에게 맞는 도움을 주고 있다. … 우리는 이 외국의 깊은 동정에 감사를 표한다.
 — 문부대신 오카노 게이지로의 『국제교육의 필요성』
일본에 대한 각국 국민의 진지하고 이를 데가 없는 동정 사실을 듣고 감격의 마음을 금치 않을 수 없었다. … 이번에 각국에서 들어 온 동정에 관해서는 깊이 이를 기념하여 훗날 우방국에서 불행한 일이 생길 경우에 극렬히 이에 보답할 각오를 평소부터 해두어야 한다.
 — 외무대신 이주인 히코키치의 『대진재와 외국의 동정』
지나(중국)은 마침 한창 배일운동을 하던 중이였음에도 불구하고 진재소식이 한 번 전해지자 남북을 통틀어 어제의 배일론자가 곧바로 오늘의 후원자가 되었다. … 또 미국은 대통령 캘빈 쿨리지가 9월 3일 교서를 내 일본의 대지진에 대해 동정을 표명하고 미국민에게 일본구제기부금 응모를 선전하자 전미가 동정을 모여 예정액이었던 1,000만 엔을 넘기고 이미 1,600만 엔을 달성하기에 이르었다. 그 밖에도 미국 적십자사나 각종 단체의 활동은 자신한테 재난이 닥친 것처럼 진실한 노력들로 이루어졌다. 기부금 이외에도 의복, 식료품, 건축자재 등 … 그 밖에도 영국, 프랑스, 이탈리아, 벨기에, 인도 등 멀리 떨어져 있는 곳의 나라도 전보나 기타 위문, 비슷한 자본을 보내어 우리 국민의 불행을 도와주었다.
 — 시부사와 에이이치의 『국제 공조 정신의 현현』
이러한 개인이나 단체로부터의 원조 활동에 대해 1923년 11월 11일 귀족원이, 12월 13일 중의원이 사의하는 결의안을 통과시켰다. 또한 1930년에는 "시민의 사은심을 전하는 우아한 영어를 구사할 수 있는 양가의 자녀" 5명, 아시노 기미, 도쿠다 준코, 사토 요시코, 마쓰다이라 요시코, 나카무라 게이코, 감독자 마쓰다이라 도시코가 선발되어 미국으로 견미답례사로 파견되었다.

### 내진건축과 불연화
위에서 설명한 데로 대진재로 벽돌건물이 대부분 붕괴되었다. 또한 철근 콘크리트 건물도 대지진이 일어나기 수 년 전부터 건축되기 시작했지만 건설중이던 내외빌딩이 붕괴한 것을 비롯해 일본공업클럽과 마루노우치 빌딩도 지진으로 반파되는 등 피해가 컸다. 이 가운데 나이토 다추가 설계하여 지진 3개월 전 완공된 일본흥업은행 본점은 손상을 입지 않은 상태로 버텨 내진 설계에 대한 관심이 높아졌다.
이미 1919년 시가지건축물법이 공표되어 1920년부터 시행되고 있었으나 1924년에 개정되어 일본에서 처음으로 법적 내진설계기준이 자리잡혔다. 이 법은 나중의 건축기준법의 기초가 되었다. 1925년에는 내진내화건축의 선봉 기업이 된 윌리엄 메렐 보리스 건축사무소가 설계한 슈후노토모샤 본사 건물(현 오차노미즈 스퀘어)가 준공되었고 이 밖에도 일본 최초의 서양식 아파트인 오차노미즈 문화 아파트도 건설되었다.
한편 지진 재해에서 화재로 인한 사망자가 많았기 때문에 타기 쉬운 목조건물이 밀집한 좁은 골목길을이 복잡하게 얽힌 거리를 구획정리하고 타기 어려운 건물을 곳곳에 배치해 넓은 도로나 공원으로 연소를 막는 도시의 '불연화'를 만들었다. 이는 나이토 다추와 대립하고 있던 사노 도시키 등이 주장한 것으로 후에 고토 신페이가 제도부흥계획으로 구체화시켰다.
철도성에서도 지진 재해로 많은 목조 객차가 불탄 것을 교훈으로 보다 안전한 철제 객차로 바꾸기 시작한다. 1926년 9월 일어난 산요 본선 특급열차 탈선 사고에서 목조 객차가 탈선, 파괴되어 다수의 사망자가 나와 전차와 객차 모두 1927년 이후 발주한 신차부터는 철제 차체로 전면 전환하였다.

### 수도 천도 논의
지진 직후 참모본부에서는 주기적으로 대지진이 발생할 우려가 있는 도쿄에서 천도하는 방안을 검토하여 당시 참모부원이었던 이마무라 히토시는 경성부 인근의 용산, 가코가와시, 하치오지시 등을 후보지로 두었다고 회술했다. 하지만 지진 11일 후인 9월 12일에는 도쿄를 수도로 계속 두고 복구하겠다는 조서를 발표하면서 천도 논의는 흐지부지되었다.

### 인구 이동
지진으로 가장 큰 피해를 입은 도쿄와 요코하마 시가지에서는 인구가 유출되어 교외로 이주하는 현상이 잇다라 일어났다. 지진이 일어나기 전 해인 1922년 전원도시 회사에서 센조쿠 전원도시 주택지의 분양이 시작되었고 같은 해 하코네 토지에서 메지로 문화촌 분양이 시작되었는데 두 마을 모두 지진 피해가 적었기 때문에 지진 이후 인구가 급증하였다. 또한 도키와다이나 구니타치 학원도시 등 교외의 주택 개발이 잇다르면서 교외에 거주하며 도심부의 직장으로 출근하는 것이 일종의 사회적 신분 비슷하게 되었다.
한편 오사카시에서는 도쿄, 요코하마에서의 이주자들도 더해지며 인구가 급증해 일시적으로 오사카가 도쿄를 제치고 일본에서 인구가 제일 많은 도시가 되기도 하였다. 나고야시, 교토시, 고베시도 간토 지역의 이주자로 인구가 일시적으로 급증했다. 이런 상황은 1932년 도쿄시가 인근 도시와 농촌을 편입하기 전까지 계속되었다.

### 역사 인식 문제

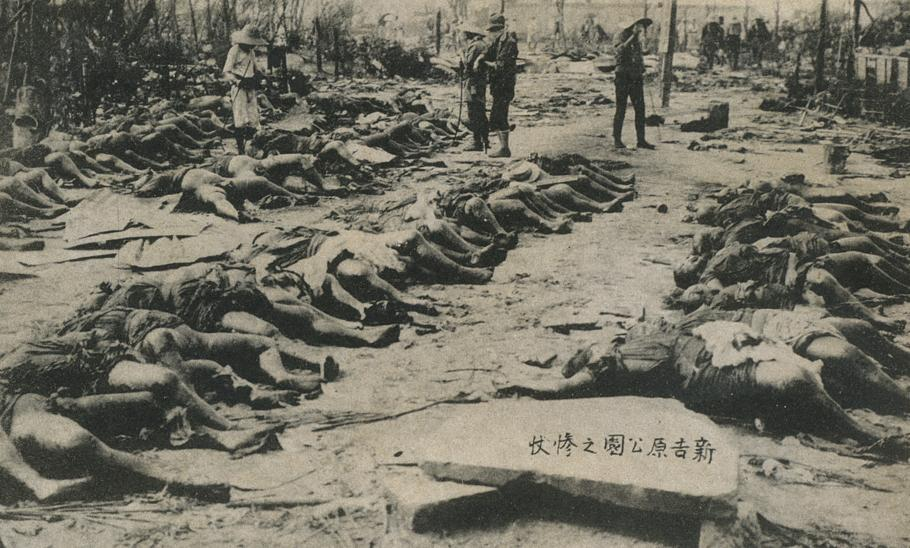
오카다 고요가 촬영한 요시와라 유곽에서 화재로 사망한 성노동자의 시신을 도열한 사진. 2013년 한국기록사진연구가인 정성길 계명대학교 동산의료원 명예박물관장이 이 사진을 간토 대지진 당시 조선인 학살 희생자라는 해설과 함께 이를 공개하였으나, 오카다 고요 사진관은 이를 불분명한 정보라고 부정하였다.

간토 대지진 당시 조선인 학살 사건은 역사인식 문제로도 발전하였다.
요코하마시 시립 중학교 부독본 내용에서는 간토 대지진 당시 유언비어의 확산과 조선인의 살해에 대해서 2011년 원래 "자경단 중에 조선인을 살해하는 이로 치닫는 사람들이 있었다"라는 말을 "군대나 경찰, 자경단 등은 조선인을 박해하고 학살했다. 요코하마에서도 각지에서 자경단이 조성되어 조선인이나 중국인이 학살당하는 일이 일어났다."라고 수정하였다. 시의회에서 이런 문구 변경이 문제가 되어 요코하마시 교육위원회는 "요코하마에서도 군대나 경찰이 학살을 했다고 오해할 수 있다"라고 하며 당시 지도과장을 2012년 9월 계고 처분을 내렸으며, 당시 지도주사들도 문서훈계 처분을 받았다. 이런 내용은 2016년 요코하마시 교육위원회가 "조선인, 중국인이 살해되었다"라는 내용을 다시 수정하여 사용하기로 결정하면서 다시 들어가게 되었다.
2013년 2월 3일, 대한민국의 기록사진연구가인 정성길은 오카다 고요가 도쿄부의 위촉을 받아 촬영하고 지진 89일 후 발매한 "다이쇼 대지진 대화재 참상 사진집"(大正大震災大火災惨状写真集)과 비매 사가판 앨범소장집인 "요시하라 공원 마노이케 부근"(吉原公園魔ノ池附近)이라 기록된 요시하라 유곽에서의 사망자 사진을 간토 대지진 당시 조선인 학살자 사진으로 공개하여 대한민국 내에서 보도되었기도 하였다.

### 문화
다니자키 준이치로 등 간토의 문화인들이 간사이로 많이 이주하며 한신칸 모더니즘에 많은 영향을 주거나 지진으로 직업을 잃은 도쿄의 덴푸라 상인들이 일본 각지로 이주하며 "에도 덴푸라" 음식이 일본 각지로 전해졌고 지진을 계기로 간토 지방과 간사이 지방의 요리사가 서로 왕래하며 간사이풍 오뎅이 간토로 전해지고 카운터에서 손님을 직접 맞이해 받는 문화가 간토로 퍼지는 등(이전까지 간토에서는 손님이 자리에 앉은 다음에 가게에서 주문을 받는 것이 일반적이었다) 지진 재해는 여러 문화방면에서도 여러 영향을 주었다.

## 같이 보기
- 진재내각
- 지진
- 일본의 지진 목록
- 간토 대지진
- 겐로쿠 지진
- 미나미칸토 직하지진
- 부흥국 의옥 사건
- 도쿄 대공습
- 방재의 날
- 한신·아와지 대진재
- 동일본대진재
- 일본의 역사교과서 문제
- 샤프 - 당시 문구회사였으나 간토 대지진으로 공장이 소실, 오사카로 이전하여 가전업체로 재출발하였다.
- 공황 (패닉)
- 센잔 선 - 간토 대지진으로 착공이 지연되었다.
- 오모리 후사키치
- 이마무라 아키쓰네
- 데라다 도라히코
- 고토 신페이
- 사노 도시카타
- 우치다 요시카즈
- 고지키야토
- 우에하라 게이지

### 참조주
1. ↑  당시 관측소의 시계는 13시 경(당시 일본 제국은 서머타임을 도입하고 있었음)으로 실제보다 약 2분 정도 느리게 가고 있었다는 주장도 있기 때문에 정확한 지진 발생 시각은 아니다.[1]。
2. ↑  간토 대지진의 진앙 위치는 연구자들마다 견해가 다르다(간토 대지진#진앙 참조) 사가미만 거의 중앙 지역이 진원이라는 설(1924년 이마무라 아키쓰네의 북위 34.98도, 동경 139.37도, 1927년 허버트 터너의 북위 35.0도, 동경 139.5도), 사가미만 북부 지역이 진원이라는 설(1928년 마쓰자와의 북위 35.27도, 동경 139.33도, 1954년 구텐베르크-릭터 연구진의 북위 35.25도, 동경 139.5도, 196년 우사미 다쓰오의 북위 35.2도, 동경 139.3도), 가나가와현 하다노시 부근이 진원이라는 설(1970년 가네모리 히로-미야무라 셋조의 북위 35.4도, 동경 139.2도, 야마구치현의 가와구치호 인근이 진원이라는 설(1924년 히로노) 등이 있다. 진원 깊이에 대해서도 가나모리와 미야무라는 대략 0-10 km 안팎이라고 추정했다.[2] 지진의 규모도 대략 M7.9에서 M8.3까지 다양한 추정치가 있다.[3][4][5]
3. ↑  당시 일본 내 전력회사의 외채 발행 상황은 아래와 같으며 전부 영미에만 나온 외채이다. 이 외채에는 지진 부흥에는 불필요한, 제너럴 일렉트릭에서 최신 설비를 사 오는 비용도 포함되어 있다. 자료는 1995년 NHK 발표 자료에 따른다.
  - 도쿄전등 1923년(다이쇼 12년) 6월 300만 파운드
  - 다이도전력 1924년(다이쇼 13년) 8월 1,500만 달러
  - 도쿄전등 1924년 2월 60만 파운드
  - 우지카와전기 1925년(다이쇼 14년) 3월 1,400만 달러
  - 도호전력 1925년 3월 1,500만 달러
  - 도호전력 1925년 7월 30만 파운드
  - 다이도전력 1925년 7월 1,350만 달러
  - 도쿄전등 1925년 8월 2,400만 달러
  - 신에쓰전력 1927년(쇼와 2년) 12월 675만 달러
  - 일본전력 1928년(쇼와 3년) 1월 900만 달러
  - 도쿄전등 1928년 6월 7,000만 달러
  - 도쿄전등 1928년 6월 400만 파운드
  - 도호전력 1929년(쇼와 4년) 7월 1,145만 달러
  - 일본전력 1931년(쇼와 6년) 2월 150만 달러
  - 타이완전력 1931년 7월 2,280만 달러

이 외채를 인수한 금융기관은 발행처별로 다음과 같다. 자료는 일본흥업은행의 1948년 발간 "日本外債小史" 4장 4절 4-9이다.
  - 도쿄전등 - 1890년부터 사망할 때까지 리처드 마틴 남작이 사장이었던 "영미 채권회사"(Anglo-American Debenture), 화이트홀 트러스트(The Whitehall Trust), 모건 채권 트러스트, 라자드, 딜론 리드(딜론채는 신에쓰전력이 가지고 있던 채무를 승계)
  - 다이도전력 - 딜론 리드
  - 우지카와전기 - 리, 히긴슨 & Co.
  - 도호전력 - 모건 트러스트, 프루덴셜 plc, 모건 채권 트러스트
  - 일본전력 - 해리스, 포브스 & Co.
  - 타이완전력 - JP모간 체이스, 쿤, 로브 & Co., 내셔널 시티, 뉴욕 퍼스트 내셔널, 요코하마 세이킨 은행

화이트홀 트러스트를 세운 피어슨은 1999년까지 라자드 주식의 절반을 소유했다. 피어슨의 연혁은 피어슨 (기업) 문서와 Pearson plc History 홈페이지 참조.
4. ↑  육군본소 피복창 부지의 단일면적은 도쿄 돔의 1.5배 정도이다.
5. ↑  일본 내의 최초의 라디오 정규 방송은 1925년 3월 22일 도쿄 라디오 방송국(현 NHK 도쿄 라디오 제1방송)이다.
6. ↑  간토대진재 희생 동포 위령비 문서 참조.
7. ↑  일본공산당원이자 시인인 쓰보이 시게지의 시 "十五円五十銭"에도 이에 대한 내용이 나와 있다.
8. ↑  실제로 안에 든 물의 양은 4홉(합) 정도이며 이를 마시면서 "조선인이 우물에 독을 탔다는 것은 낭설이다"라고 말하면서 자경단을 쫓아냈으며 이는 49명의 조선인을 보호한 가와사키 경찰서장 오타 세이타로 경부의 증언과 함께 검증되었다.[65][66]
9. ↑  조선이재동포위문반에서 들은 정보를 토대로 기록한 조사이다.[72]
10. ↑  이 조사에서는 "시체를 발견하지 못한 동포"의 수를 2,889명으로 하였으며 학살 피해자 수에 실종사 수치도 전부 합쳤다.
11. ↑  이 당시 및 2020년 현재 대한민국 정부 산하 기관인 '부'는 일본 정부 산하 '성'에 해당하며 장관과 대신에 해당한다.
12. ↑  구호물자를 명목으로 특정 물품의 수입 관세가 0%로 지정되면서 해외 수입이 급장하게 되었다.
13. ↑  오사카시는 1925년 인근의 히가시나리군 및 니시나리군 전역을 편입했기 때문에 단순히 시 면적이 도쿄보다 넓어져서 그렇다고 하는 의견도 있다.
14. ↑  오카다 고요 사진미수로간에 의한다.[112]
15. ↑  이 사진은 도쿄 대학 사회정보연구소 히로이 히로시 연구실 홈페이지에서는 "도쿄 요시히라 유곽 내 연못에서의 익사자 인상 후 참상"이라는 제목으로 실려 있기도 한다.[116]
16. ↑  1911년(메이지 44년) 요시와라 대화재 당시의 사진을 가져온 것이 아닌가라는 의견도 존재한다.[111]